# くしろバス
くしろバス株式会社は、北海道釧路市に本社を置きバス事業を行う日本の会社である。

## 概要
1925年（大正14年）3月20日 、木材業者たちによって釧路自動車株式会社が設立された。昭和2年頃にはバス6両、従業員30名を容するまでになったが、収支償わざる状態で、社員の給与支払いにも苦労していた。1934年（昭和9年）3月15日、釧路乗合自動車株式会社に社名変更。
1944年（昭和19年）4月15日、北海道における旅客自動車運輸事業統合要綱により釧路地区の乗合バス会社を統合し、東邦交通株式会社設立。

### 沿革
- 1925年（大正14年）3月20日 - 釧路自動車株式会社 設立。
- 1933年 (昭和8年）8月8日 - 釧路自動車軌道敷設願却下（米町線に並行する西幣舞 - 米町）[2]
- 1934年（昭和9年）3月15日 - 釧路乗合自動車株式会社に社名変更。
- 1944年（昭和19年）4月15日 - 北海道における旅客自動車運輸事業統合要綱により釧路地区の乗合バス会社を統合し、東邦交通株式会社設立。
- 1951年（昭和26年） - 白糠営業所開設。
- 1953年（昭和28年）12月25日 - 観光バス部門を分社化して阿寒バスを設立。
- 1955年（昭和30年） - 阿寒バス分社のため阿寒・弟子屈営業所廃止。厚岸出張所開設。
- 1956年（昭和31年） - 厚岸出張所を営業所に格上げ。
- 1959年（昭和34年） - 釧路駅前案内所開設。
- 1960年（昭和35年） - 別保・米町営業所開設。
- 1962年（昭和37年）
  - 11月17日 -  米町線で北海道内初のワンマンカー運行を開始。
  - 益浦・音別営業所開設。
- 1964年（昭和39年） - 釧路駅前バスターミナル使用開始。堀川町第二車庫を総合営業所として使用開始。
- 1967年（昭和42年） - 米町営業所廃止。
- 1970年（昭和45年）4月1日 - 東北海道貸切バス事業協同組合発足、加盟。
- 1976年（昭和51年）
  - 6月1日 -  阿寒バスと市内路線定期券・回数券を共通化。
  - 厚岸営業所移転。
- 1980年（昭和55年） - 堀川営業所、愛国車庫を集約し、釧路町桂木1丁目に営業所を移転。
- 1989年（平成元年）5月15日 - 社名をくしろバス株式会社に変更。
- 1991年（平成3年） - 隣接するニチイ（現・イオン）釧路店の、釧路サティへの移行に伴う増築・改装のため、釧路町の総合営業所を釧路市愛国191番地（現・文苑2丁目）に移転して本社機能を集約化。
- 1997年（平成9年） - JR北海道の厚岸自動車営業所廃止により、建物と路線を譲受。厚岸営業所を移転。
- 2000年（平成12年） - 道東地区初のノンステップバスを1両導入。2004年と2005年、2006年にも各1両導入。
- 2005年（平成17年） - 原油価格高騰に伴う燃料代高騰で釧路市内線を大幅減便。
- 2006年（平成18年） - 国内旅行業に参入。
- 2007年（平成19年）12月25日 - 老朽化した釧路駅前複合ビルを改築し阿寒バスと待合所を統合した釧路駅前バスターミナルを設置[3]。
- 2008年（平成20年）
  - 1月1日 - 釧路市・釧路町管内のくしろバスと阿寒バス乗り放題パス「マイパ」を発売。
  - 2月21日 - 釧路駅前複合ビル内に「スーパーホテル釧路駅前禁煙館」開業[4]（同年8月に「スーパーホテル釧路駅前」へ改称（全館禁煙を取り止め））。
- 2018年 (平成30年)
  - 3月31日 - 白糠営業所廃止。
  - 5月11日 - 電子マネー・WAONによる運賃決済サービスをたくぼく循環線に導入すると発表。同年秋頃に多区間運賃路線のイオン釧路線に導入する予定[5]。
  - 5月21日 - たくぼく循環線で電子マネー・WAONによる決済対応を開始[6]。
  - 7月30日 - 白糠線系統の2でヤマト運輸と連携し客貨混載事業(小荷物輸送)を開始。星が浦大通4丁目バス停から荷物を積み込み、釧路市音別地区まで輸送する[7]（2021年（令和3年）8月15日現在、休止中[8]）。
- 2019年（平成31年・令和元年)
  - 1月29日 - 電子マネー・WAONによる運賃決済サービスの実証実験をイオン線で2月4日から実施すると発表される[9]。
  - 2月4日 - イオン線で電子マネー・WAONによる決済対応を開始[10]。
  - 3月25日 - 各種定期券の値上げを発表[11][12]。
  - 3月31日 - ポスフール定期券の発売を終了。
  - 10月1日 - 消費税の増税に伴い運賃を値上げ[13]。
- 2020年（令和2年）
  - 4月20日 - イオン釧路線で電子マネー・WAONによる決済対応を開始[14]。
  - 11月9日 - 厚岸・釧路線でGoToトラベルクーポンによる支払いに対応。
- 2021年（令和3年）
  - 2月19日 - 乗務員の新型コロナウイルス集団感染により通常運行が困難となり、土日祝日ダイヤでの運行を3月1日まで実施[15][16][17]。
- 2022年（令和4年）
  - 4月1日 - 通学便を除く全ての路線でWAONによる運賃決済に対応[18]。
- 2023年（令和5年）
  - 4月1日 - お徳用日中回数券の廃止[19]。

- 2024年（令和6年）
  - 4月1日 ‐ 武佐線（系統3）、明輝高校線、学園線、文苑公住線（系統3）愛国線（系統1・2）廃止。代替として愛国線（系統1・2）を再編し附属スクール線を新設[20]。
  - 5月9日 - 回数券の印刷コスト上昇とWAONでの支払いが普及してきたことを受けて、回数券の販売を翌年3月末で終了することを発表[2]。

## 事業所
本社
- 北海道釧路市文苑2丁目1-1

釧路整備工場を併設。
釧路駅前ターミナル
- 北海道釧路市末広町14丁目1-2 釧路駅前複合ビル

白糠出張所
- 北海道白糠郡白糠町東2条南1丁目300番地

白糠営業所閉鎖に伴い白糠バスターミナル内で窓口業務を継続。
厚岸営業所
- 北海道厚岸郡厚岸町宮園1丁目7

厚岸町より桜ハイヤーと共に厚岸町の郊外部と市街地を結ぶデマンドバスとスクールバスの運行を受託する。詳細は当該項目を参照。
浜中出張所
- 北海道厚岸郡浜中町湯沸446-2

事務員のみ配置で、車両・乗務員は厚岸営業所から回送で送り込んでいる。

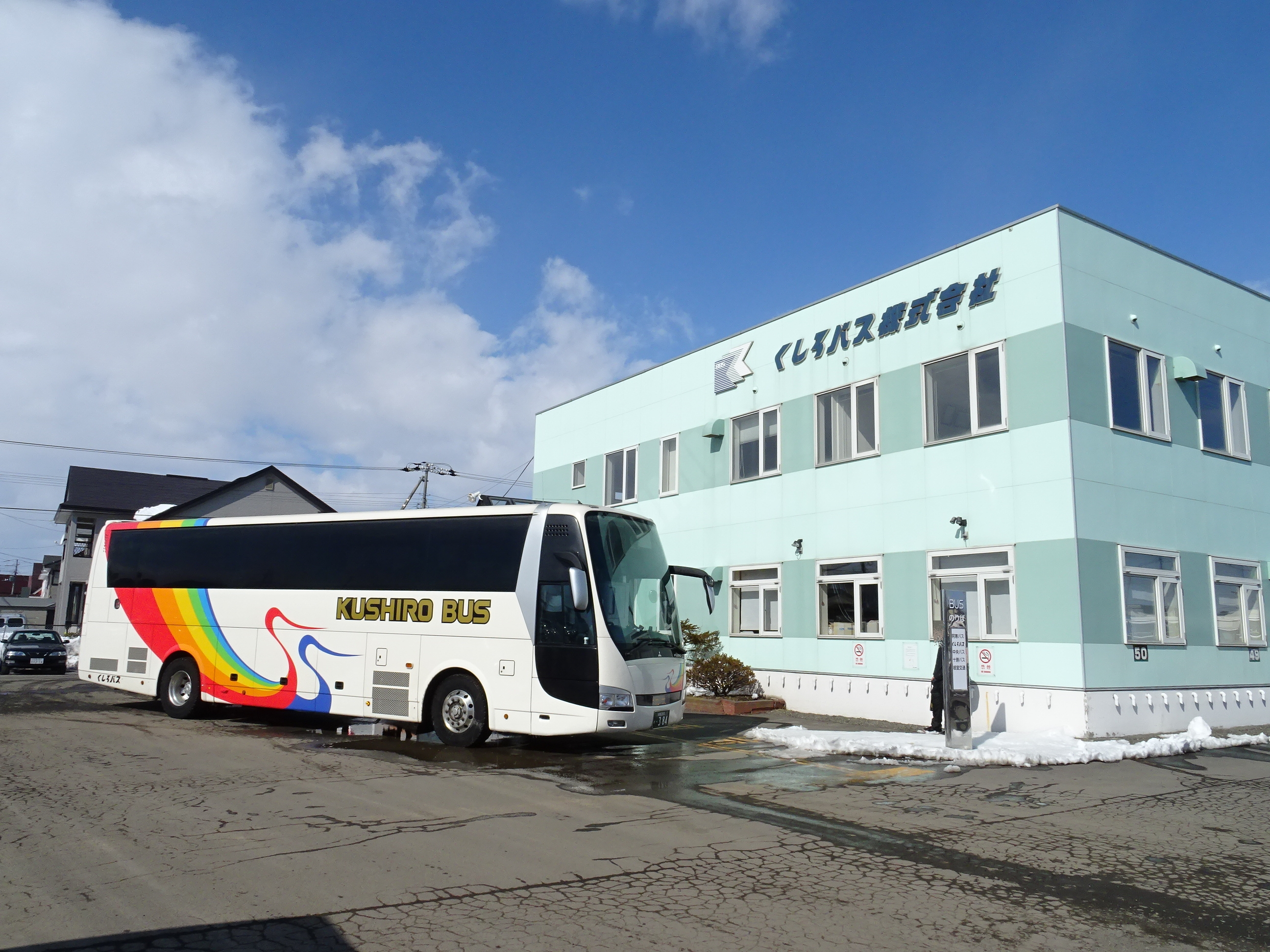
本社
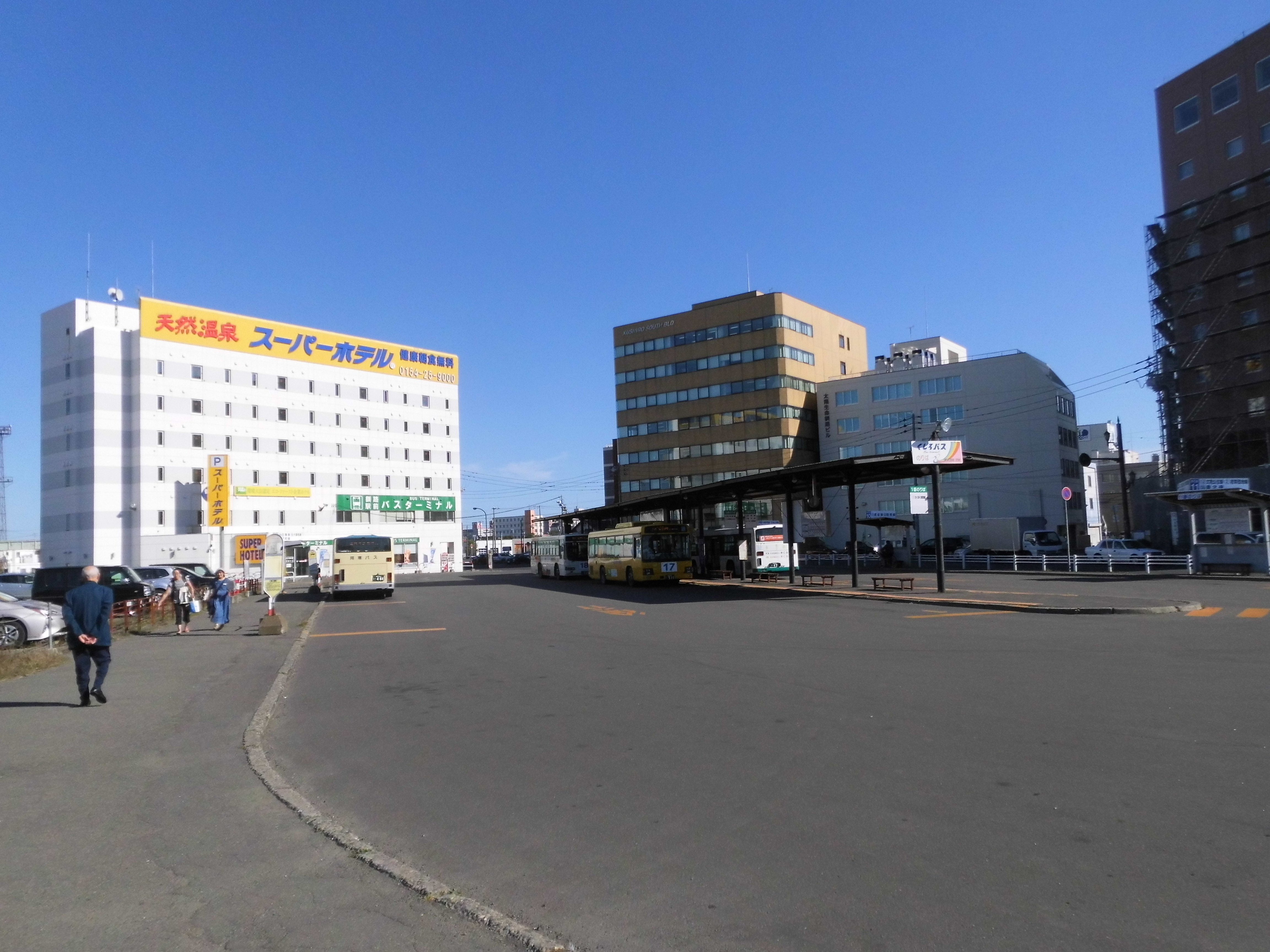
釧路駅前バスターミナル
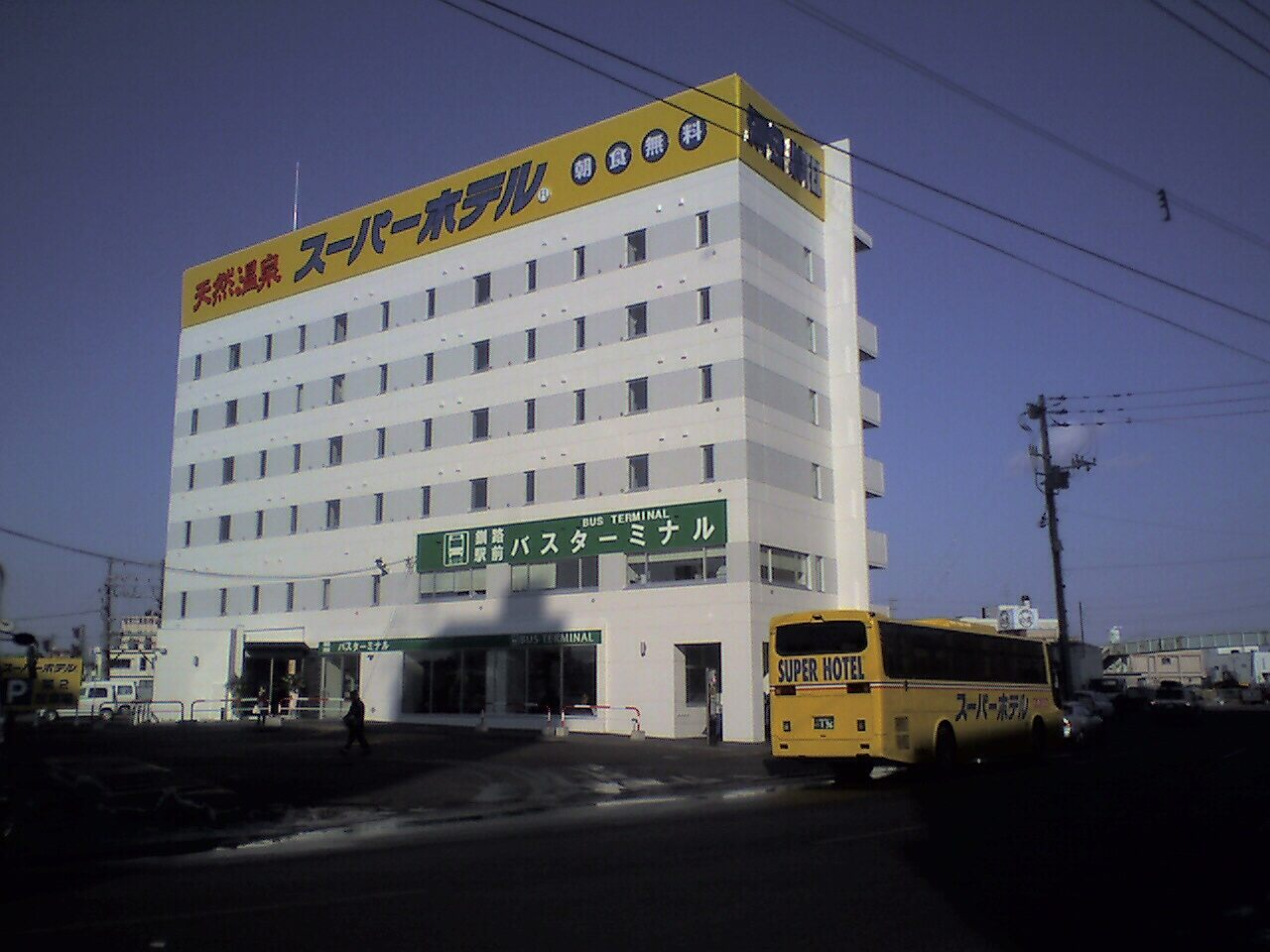
釧路駅前複合ビル（バスターミナル内）
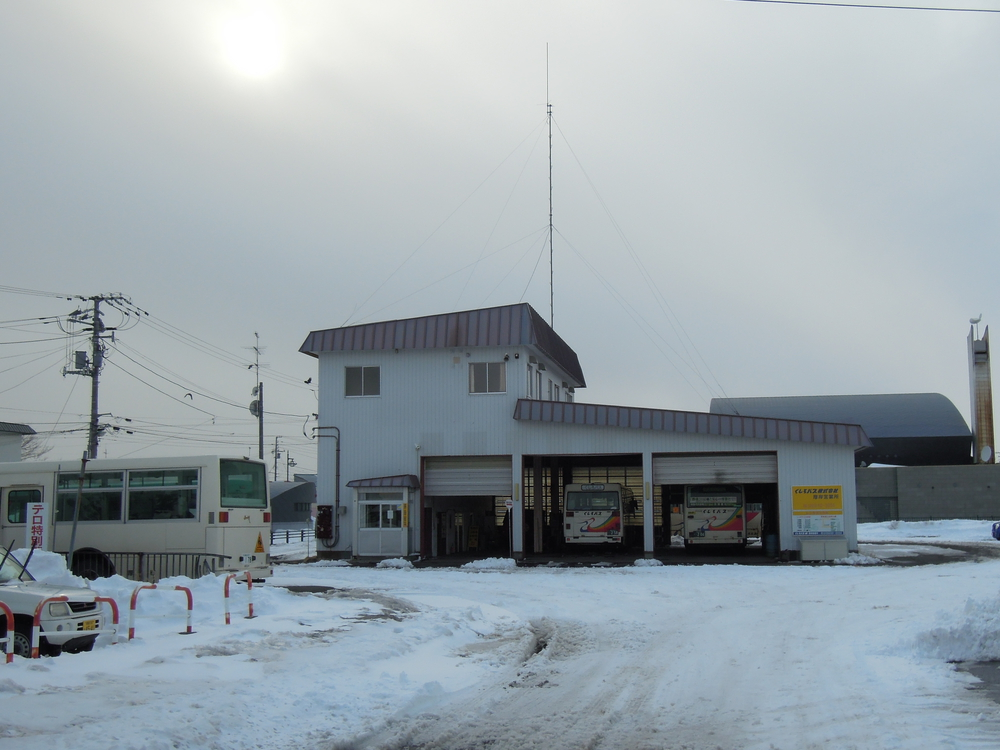
厚岸営業所

## 路線バス
路線バス車両は2017年（平成29年）3月31日現在で86台保有する。

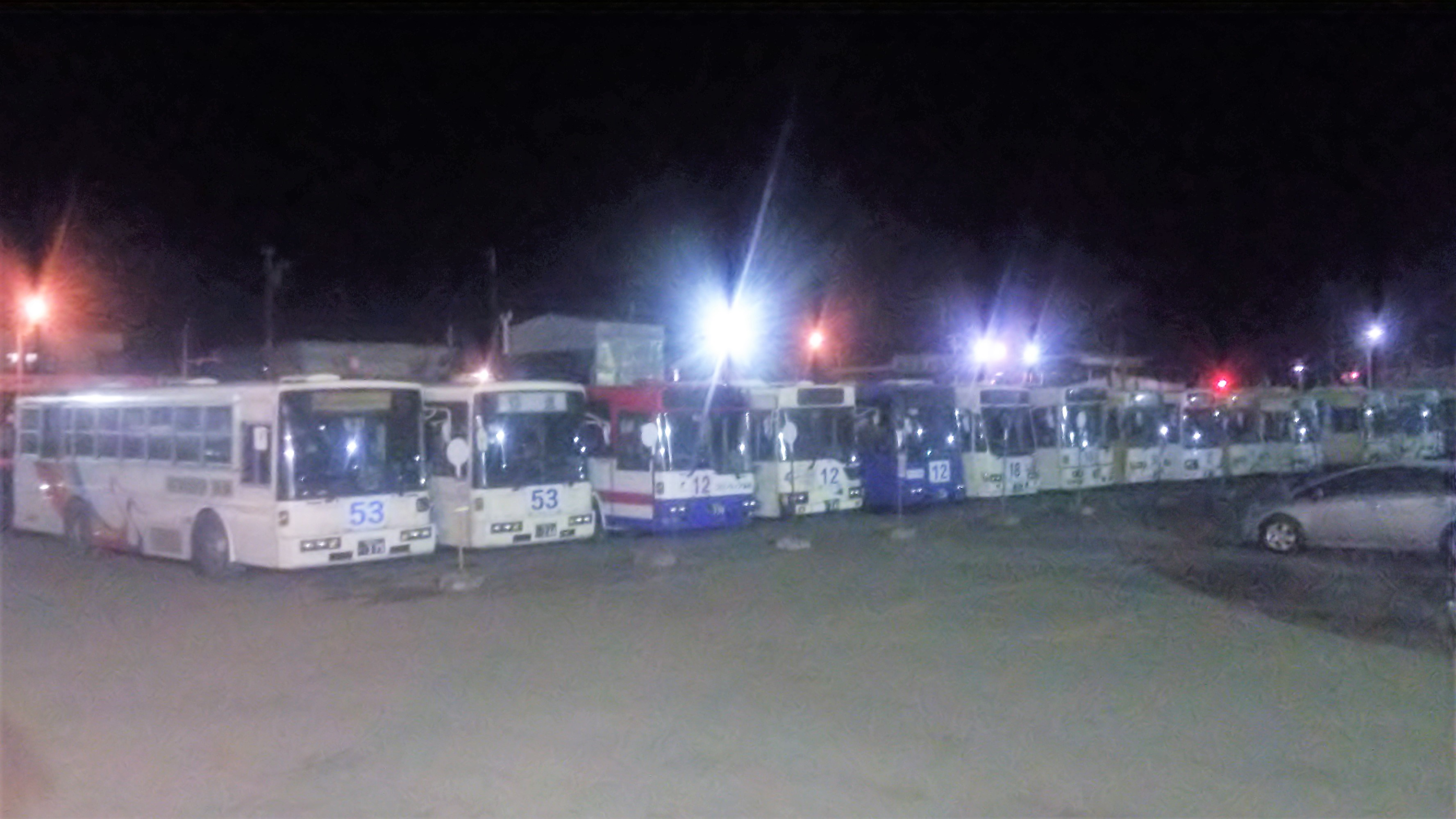
本社車庫で待機する路線バス車両

### 都市間バス

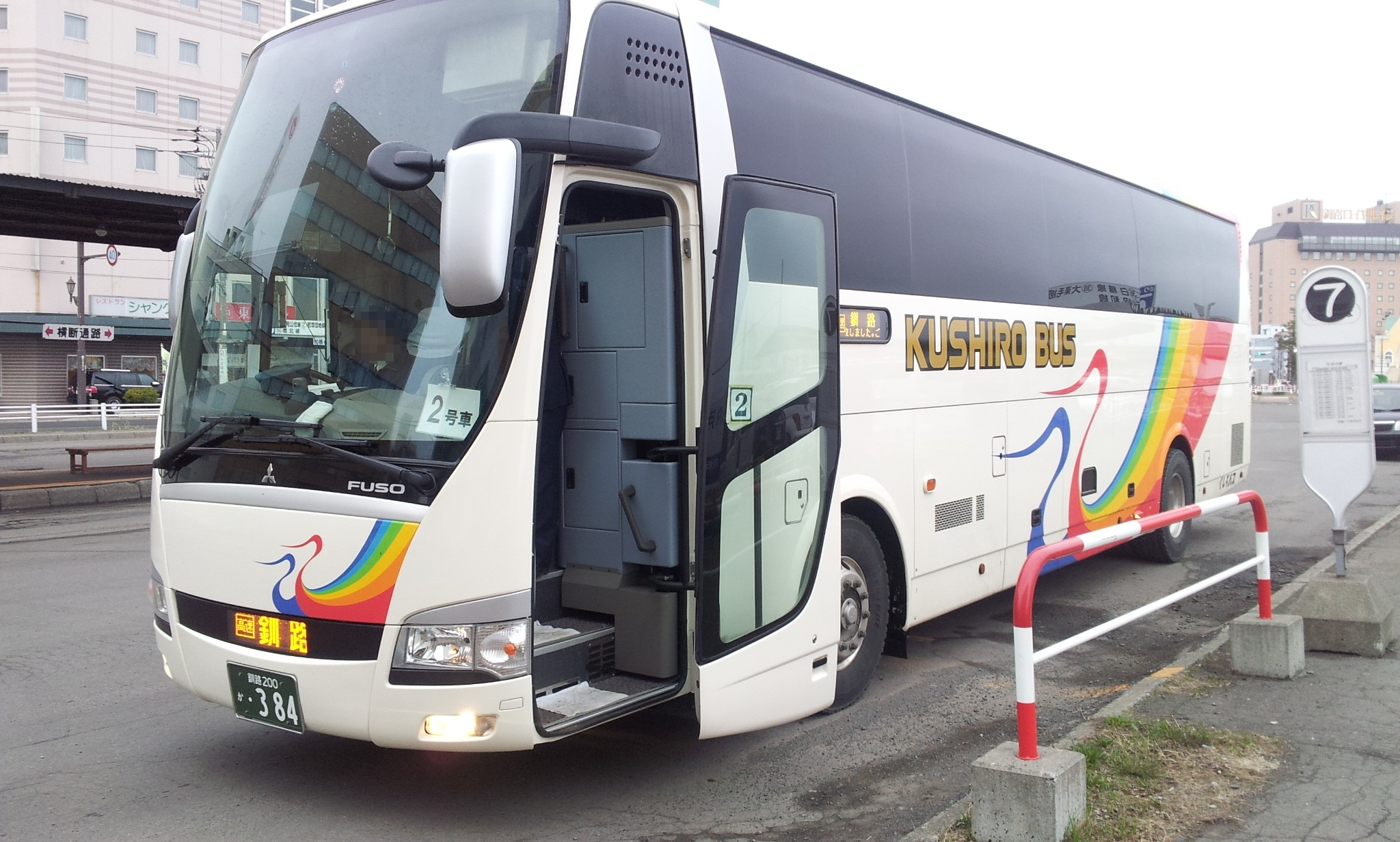
「スターライト釧路号」釧路駅前にて

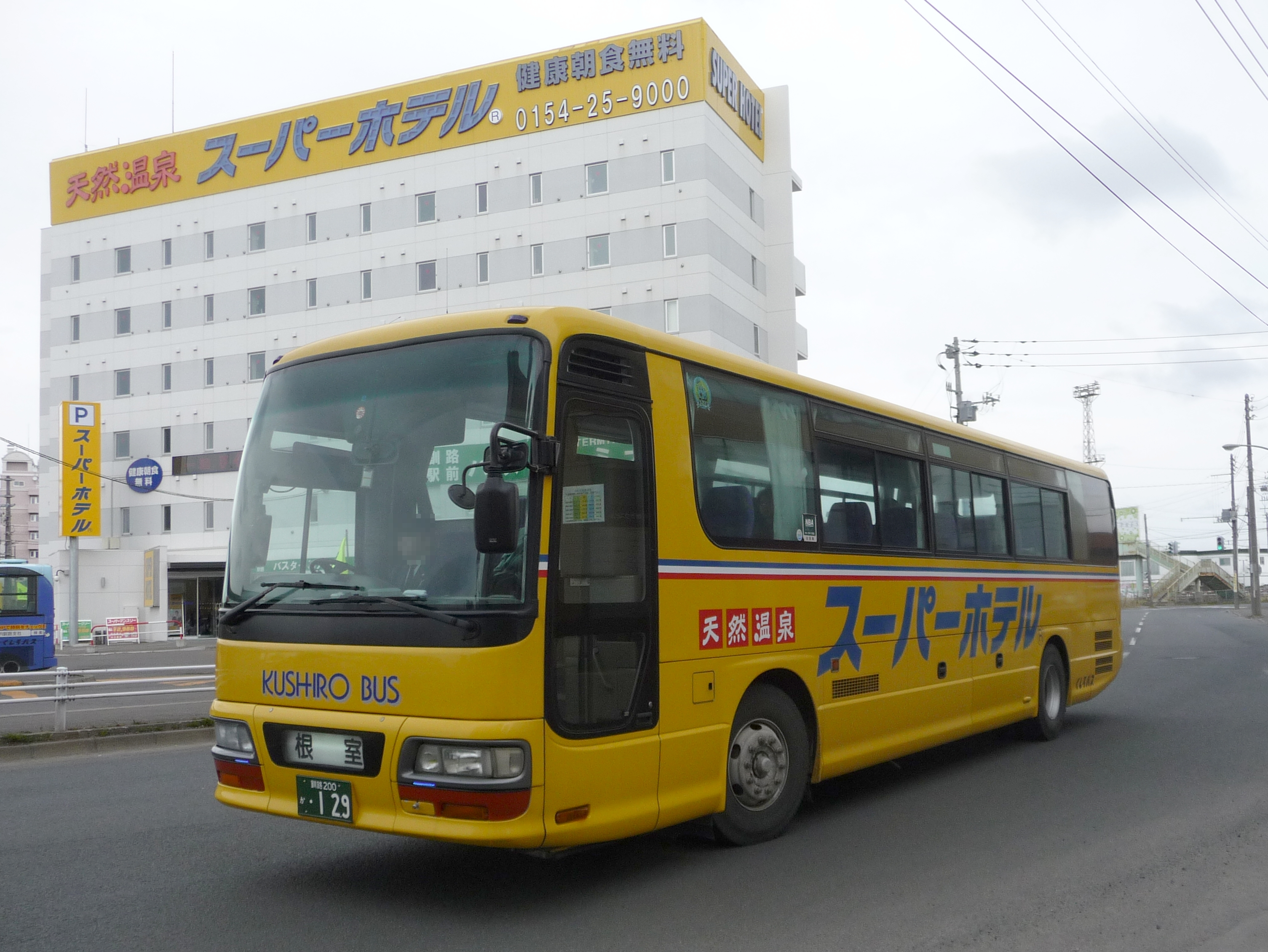
「特急ねむろ号」釧路駅前にて

2009年7月1日現在。

#### スターライト釧路号
- 釧路・白糠・音別 - 札幌（北海道中央バス、阿寒バスとの共同運行）

1987年（昭和62年）8月6日の開設当初は北海道中央バス単独運行であった。1992年（平成4年）7月11日より阿寒バスとともに参入する。詳細は当該項目を参照。

#### 特急ねむろ号
- くしろバス本社・釧路駅前・MOO・十字街・市立釧路病院 - 浜中・厚床・根室駅前ターミナル・有磯営業所（根室交通との共同運行）

1988年（昭和63年）11月10日に直行で運行を開始。順次停留所を増設している。2012年（平成24年）現在で平日3往復、土日祝2往復運行される。一部の便は厚岸町内で乗務員交替が行われる。
予約制都市間バスではあるが従来より生活交通路線として補助を受けており、根室市・浜中町より釧路市内通院者への利便性確保のため主要病院5箇所を効率良く経由している。2024年（令和6年）5月21日には赤字の拡大と地域間幹線系統の補助対象から外れる見通しによって路線存続が困難になっていることを根室市が発表、2023年度の平均乗車人数が国庫補助要件の5人以上を割り込む4.8人であった。

### 一般路線バス
一般路線バスにおいては、車体前面中央に系統番号を表記した板を取り付け、行先表示器が識別できない場合においても路線の識別を容易にしている。
以下では2023年10月1日のダイヤ改正時点で運行されている路線である。運行日や詳細な経路は公式サイト等で確認されたい。断りがない限り下り方向の経路を記載する。
- 1 たくぼく循環線

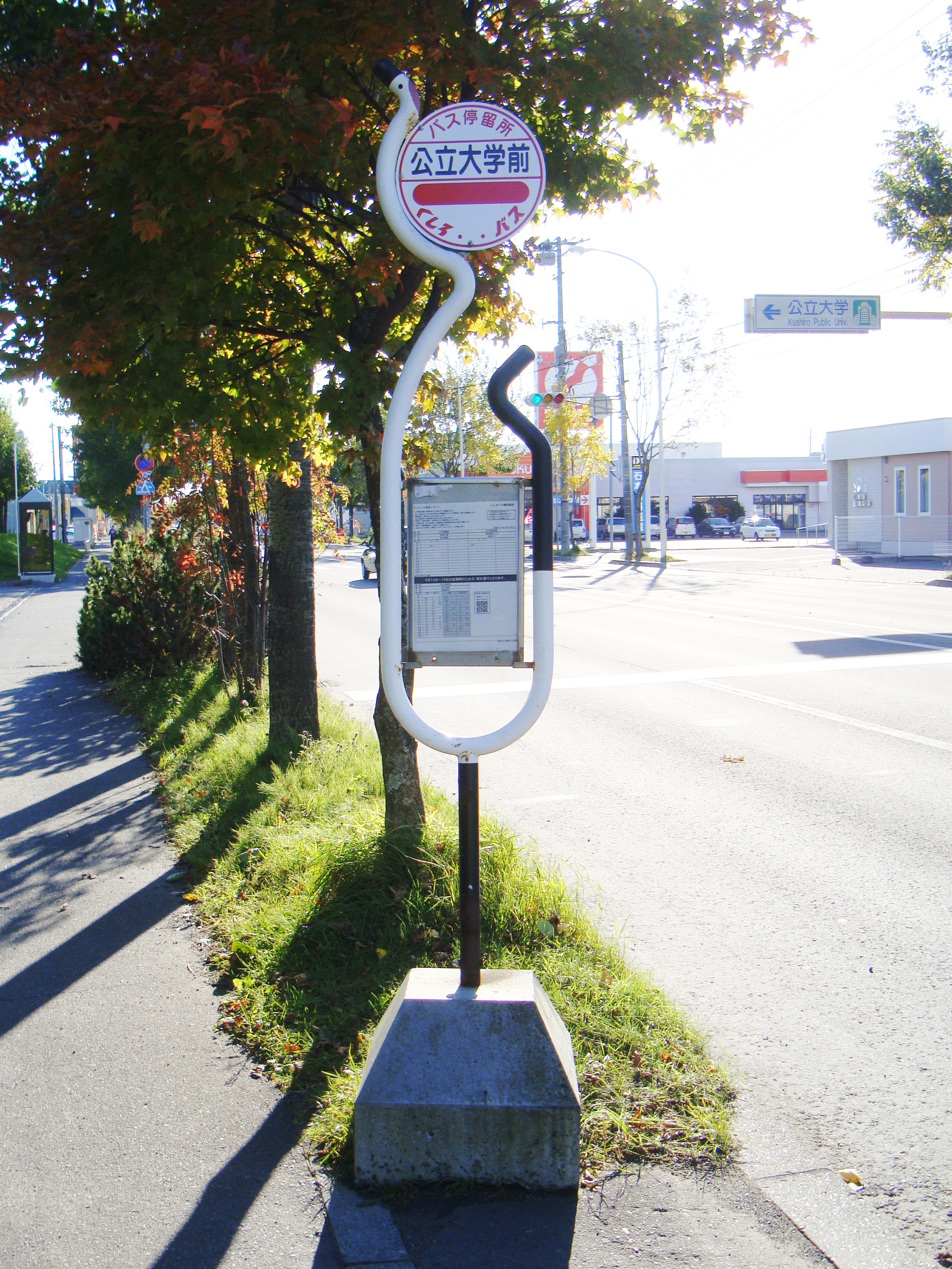
丹頂鶴をイメージした形状の停留所ポール

  - 旭町SC - 釧路駅前 - 十字街 - しゃも寅通 - プラザよねまち - 米町公園 - 啄木ゆめ公園 - MOO - 国際交流センター前 - プリンスホテル前 - こども遊学館前 - 和商市場 - 釧路駅前 - 旭町SC
  - 釧路駅前 - 十字街 - しゃも寅通 - プラザよねまち - 米町公園 - 啄木ゆめ公園 - MOO - 国際交流センター前 - プリンスホテル前 - こども遊学館前 - 和商市場 - 釧路駅前

外回り経路。平日のみ、その逆を回る内回り系統もある。三慈会病院(旧 生涯学習センター)は内回り系統のみ停車。
循環バスぐるっとの運行まで、くしろバスで唯一の運賃均一路線であった。路線設置当初は循環線ではなく、釧路駅と弁天ケ浜(現：プラザよねまち)を結ぶたくぼく線という短距離路線だった。2002年（平成14年）に起点を労災病院まで延伸した第2系統を設置。その後、都心部循環バスくるりんと統合した循環路線になった。2018年（平成30年）5月21日より他路線に先行してWAONでの運賃支払いに対応。2022年10月ダイヤ改正より弁天ヶ浜→プラザよねまちに変更。

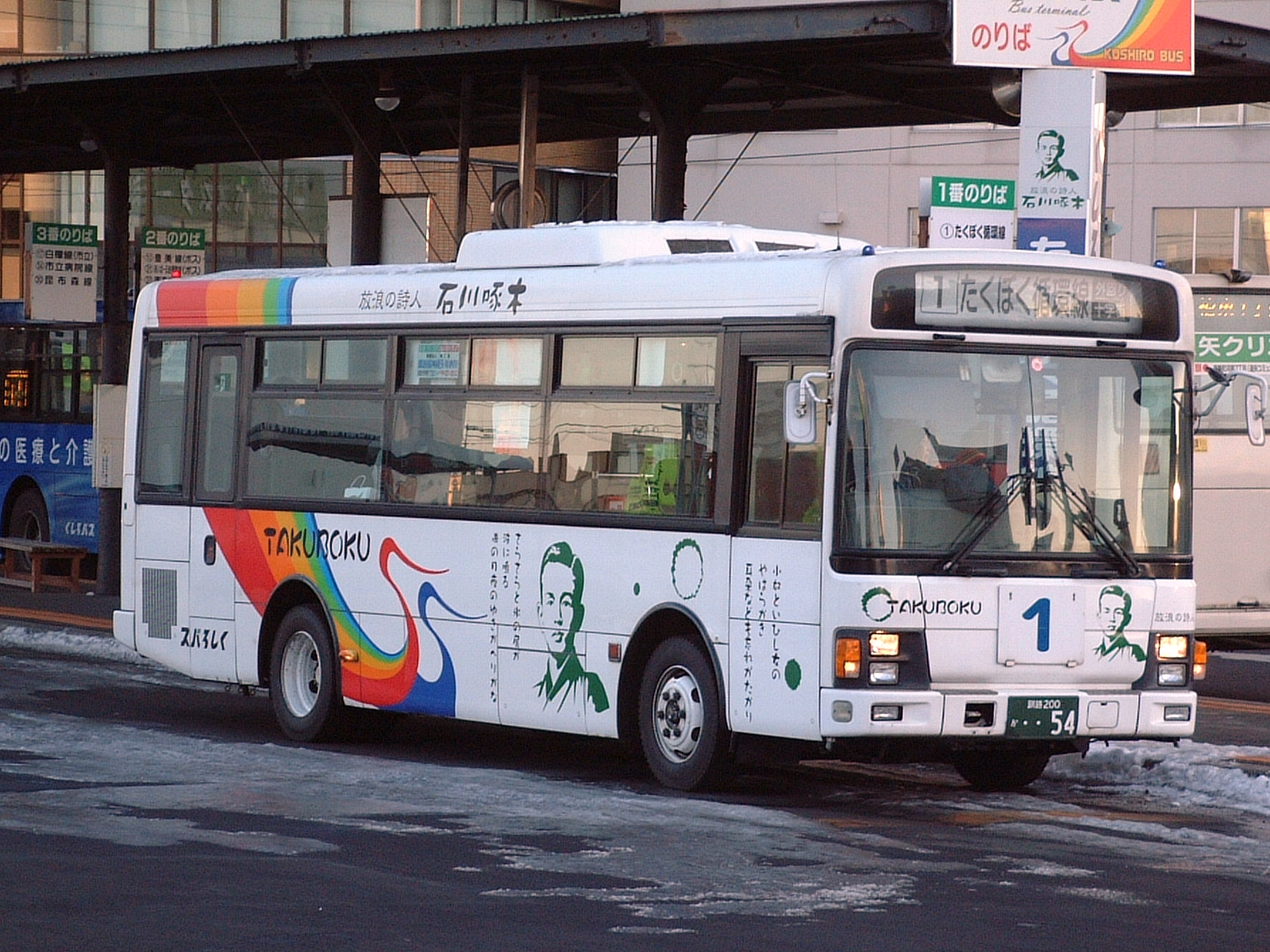
たくぼく線専用車両（いすゞエルガミオ）釧路駅前バスターミナルにて
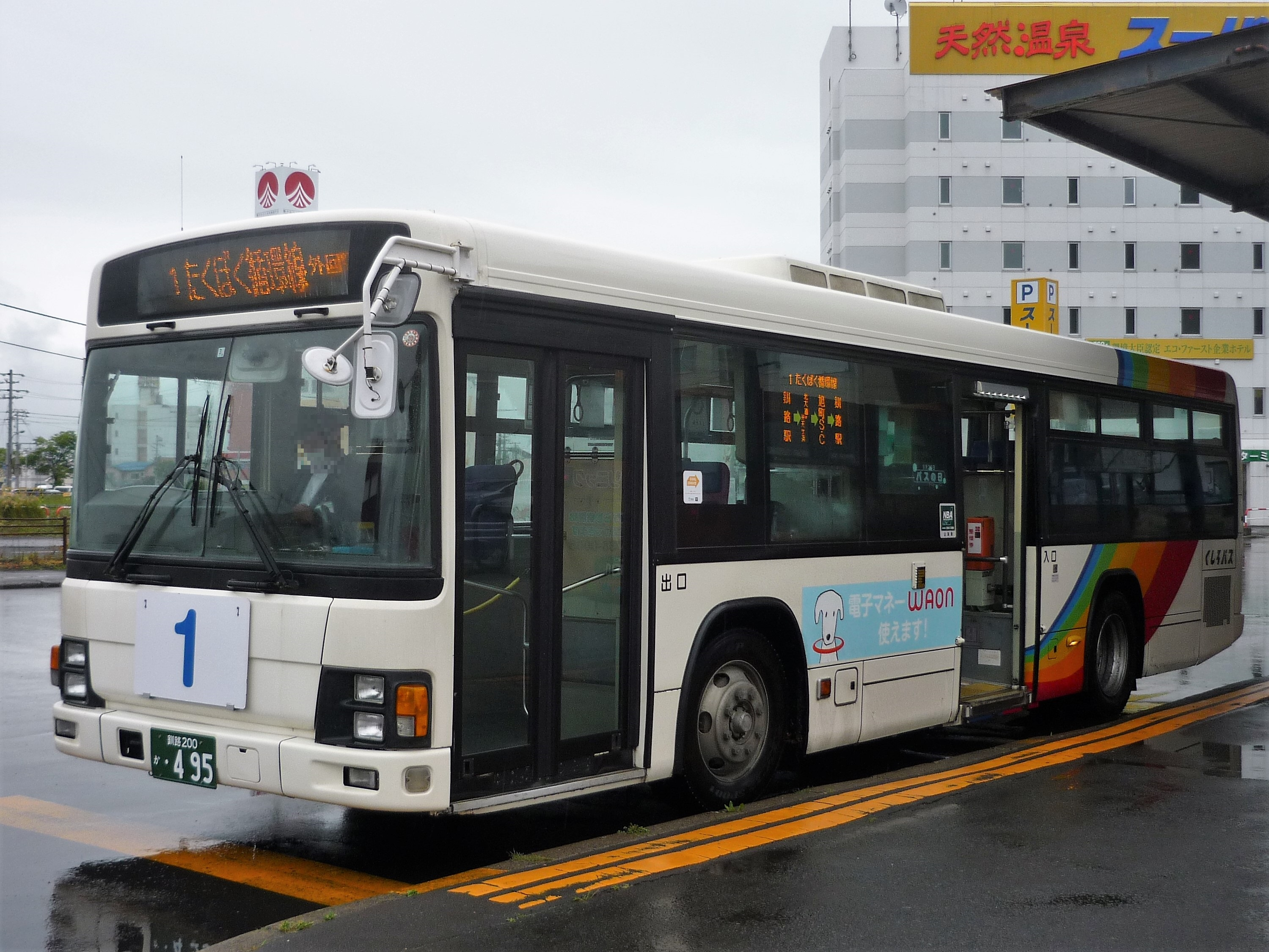
WAONでの運賃支払いに対応したことを告知するたくぼく線専用車両（いすゞエルガ、西東京バスからの譲受車）釧路駅前バスターミナルにて

- 2 若草団地線
  - 釧路駅前 - 十字街 - 三慈会病院 - 市立病院 - 工業高校 - 湖陵高校 - みなみ病院 - 若草坂下 - 武佐団地入口 - 武佐4丁目(旧武佐団地→星園高校) - 若草高台 - 第2若草団地

かつては星園高校線で、武佐4丁目（旧武佐団地→星園高校）までの運行。系統1の第2若草団地までの延長と系統2の運行は2002年以降に実施され、系統の2（釧路駅前→北陽高校→湖陵高校）は学休日以外の平日朝に下り方向のみ運行されていたが、2023年10月1日のダイヤ改正で廃止され、36 白糠線の上り第1便が釧路駅から延長運行する形で統合された。また、系統の1も同日のダイヤ改正で平日のみの運行に改められた。
- 3 武佐線
  - 釧路駅前 - 十字街 - 城山十字路 - 北陽高校 - 清明小学校 - 貝塚通 - 武佐団地入口 - 武佐4丁目 - 若草高台 - 第2若草団地
  - 釧路駅前 - 十字街 - 城山十字路 - 北陽高校 - 清明小学校 - 貝塚通 - 武佐団地入口 - 武佐4丁目 - 若草高台 - 武佐高台 - 曙団地入口 - 春採S.C

かつては平日朝に上り1本のみ系統の3（愛国 - 労災病院 - 市民文化会館 - 日赤病院 - 共栄中学校 - 駅北口 - 釧路駅前 - 十字街 - 城山十字路 - 北陽高校 - 清明小学校 - 武佐団地入口 - 武佐4丁目 - 若草高台 - 第2若草団地 ）が設定されていたが、2024年3月末をもって廃止された。
経路にある貝塚公園停留所と清明小学校通停留所は2002年4月の改正時に設置された。
- 5 鶴ヶ岱線
  - 新野団地 - 大楽毛分岐 - 大楽毛駅 - 運輸支局 - 西通 - 雄鉄線通 - 鶴見橋通 - 景雲中学校 - 癌検診センター - 古川橋詰 - 北陽高校 - 工業高校 - 市立病院
  - 白糠高校 - 白糠駅前 - 刺牛入口 - 西庶路駅 - 庶路駅 - 恋問館 - 大楽毛分岐 - 大楽毛駅 - 運輸支局 - 西通 - 雄鉄線通 - 鶴見橋通 - 景雲中学校 - 癌検診センター - 古川橋詰 - 北陽高校 - 工業高校 - 市立病院

大楽毛分岐 - 市立病院の系統は当初、鳥取神社まで国道38号線を通り、道道53号線から北橋詰を経て鶴見橋通に出て、道道113号線を通って市立病院へ向かっていた。それ以外の2系統は全て2002年以降に設置された。平日朝に下り方向のみ運行。学休日運休。ダイヤ改正により音別駅発だった系統の3が白糠高校発に。かつては白糠駅発。
2024年10月1日のダイヤ改正により、系統1が路線名を改称し6 明輝東高校線に、系統2と系統3がそれぞれ系統番号を繰り上げ、28 新富士新野線の減便に伴い、旧・系統3の始発を大楽毛分岐から新野団地に延長した。
- 6 明輝東高校線
  - 大楽毛分岐 - 大楽毛駅 - 運輸支局 - 西通 - 雄鉄線通 - 鶴見橋通 - 景雲中学校 - 明輝高校 - 愛国電話交換局 - 芦野1丁目 - 東高校（上り）

2024年10月1日のダイヤ改正により、5 鶴ヶ岱線(系統1)から改番された路線。平日朝に上り方向のみ運行。学休日運休。
- 10 豊美線
  - 釧路駅前 - 栄町6丁目 - 障害者福祉センター - 松浦町通 - 入江町14番地 - イオン釧路店 - 豊美2丁目 - 市民球場 - 陸上競技場 - 湿原の風アリーナ

かつては北見団地を経由していたが、2002年以降の経路変更により通らなくなった。その後、- イオン釧路店 - 豊美2丁目 - 美原1丁目 - 美原4丁目 と運行され、一部の便が大規模運動公園（陸上競技場・湿原の風アリーナ）経由（第2系統）として運行されていたが、2018年(平成30年)10月1日のダイヤ改正で終点が美原4丁目から湿原の風アリーナに変更された。
- 12 文苑・公住線
  - 孝仁会記念病院 - 釧路公立大学前 - 文苑2丁目 -くしろバス本社 - 新橋大通6丁目/釧路協立病院前 - 東北海道病院 - 北中 - 釧路中央郵便局 - 釧路駅前 - 十字街 - 三慈会病院 - 市立病院 - 工業高校 - 湖陵高校 - 変電所(緑ヶ岡) - 緑ヶ岡

かつては緑ケ岡と治水町を結ぶ公住線という路線。2002年以降に11 ふみぞの・米町線の一部区間（生涯学習センター(現・三慈会病院) - 文苑2丁目）を統合。その後孝仁会記念病院まで延伸した。
- - くしろバス本社 - 景雲中学校 - 釧路協立病院前 - 公住 - 東北海道病院 - 北中 - 釧路駅前 - 十字街 - 三慈会病院 - 市立病院 - 工業高校 - 湖陵高校 - みなみ病院 - 曙団地入口 - 益浦入口 - 附属小学校 - 白樺入口 (系統の2)

系統の2は平日朝に下り方向のみ運行。学休日運休。2024年4月1日に廃止。
- 15 附属スクール線
  - くしろバス本社 - 釧路公立大学前 - 美原4丁目 - イオン釧路店 - 新開2丁目 - 貝塚通 - 武佐高台 - 附属小学校 - 白樺入口

2024年4月1日に60 愛国線の系統1と系統2を再編し新設された路線。平日朝に下り方向のみ運行。学休日運休。
- 16 白樺春採ショッピングセンター線
  - 釧路駅前 - 三慈会病院 - 市立病院 - 工業高校- 湖陵高校 - みなみ病院 - 永住住宅 - コーチャンフォー - 春採S・C - 春中横 - 晴見団地 - 益浦 - コールマイン - 白樺ターミナル - 白樺台

かつては17 白樺曙団地線とともに17 白樺線となっていた。2021年10月1日のダイヤ改正で、晴海団地経由(系統の1)とスカイロード経由(系統の2)で路線を分離し、平日朝に上り方向のみ運行されていた系統の1を全日上下線とも運行するようになった。また、かつてはみなみ病院 - コーチャンフォー間に停留所はなく、旭橋通からは春採7丁目6付近の交差点を右折し、久寿里橋通へと向かう経路だった。2022年10月のダイヤ改正より、貝塚通上に永住住宅停留所を新設し、旭橋通からは貝塚通を通じて久寿里橋通に通ずる経路へと変更になった。
- 17 白樺曙団地線
  - 釧路駅前 - 三慈会病院 - 市立病院 - 工業高校 - 湖陵高校 - みなみ病院 - 永住住宅 - コーチャンフォー - 春採S・C - 春中横 - 桜ヶ岡通 - 附属小学校 - 白樺ターミナル - 白樺台

かつては、16 白樺春採ショッピングセンター線とともに17 白樺線(系統の2)となっていた。2021年10月1日のダイヤ改正で、晴海団地経由(系統の1)とスカイロード経由(系統の2)で路線を分離し、17 白樺線(系統の3)（釧路駅前 - 市立病院 - コーチャンフォー - スカイロード - 白樺台）は廃止となった。また、かつてはみなみ病院 - コーチャンフォー間に停留所はなく、旭橋通からは春採7丁目6付近の交差点を右折し、久寿里橋通へと向かう経路だった。2022年10月のダイヤ改正より、貝塚通上に永住住宅停留所を新設し、旭橋通からは貝塚通を通じて久寿里橋通に通ずる経路へと変更になった。
- 18 白樺線(千代の浦)（千代の浦経由）
  - 釧路駅 - 十字街 - 三慈会病院 - 千代の浦 - 望洋住宅 - 桜ヶ岡通 - 益浦入口 - 附属小学校 - 白樺ターミナル - 白樺台

2003年4月1日から2007年9月30日までの年末年始以外の土・日・祝祭日は、ポスフール（現・イオン釧路店）発着便も設定されていた。
- 25 厚岸・釧路線
  - くしろバス本社 - 労災病院 - 日赤病院 - 釧路駅前 - 三慈会病院 - 市立病院 - 北陽高校 - イオン釧路店 - 別保駅 - 昆布森入口 - 上尾幌入口 - 尾幌駅前 - 門静駅 - 厚岸営業所 - 厚岸駅前 - 厚岸漁協協同組合直売店（旧・厚岸大橋） - 奔渡入口 - 国泰寺 - 厚岸翔洋高校 - 子野日公園 (← 林道分岐 ← 末広入口 ← アヤメケ原）[注 3]

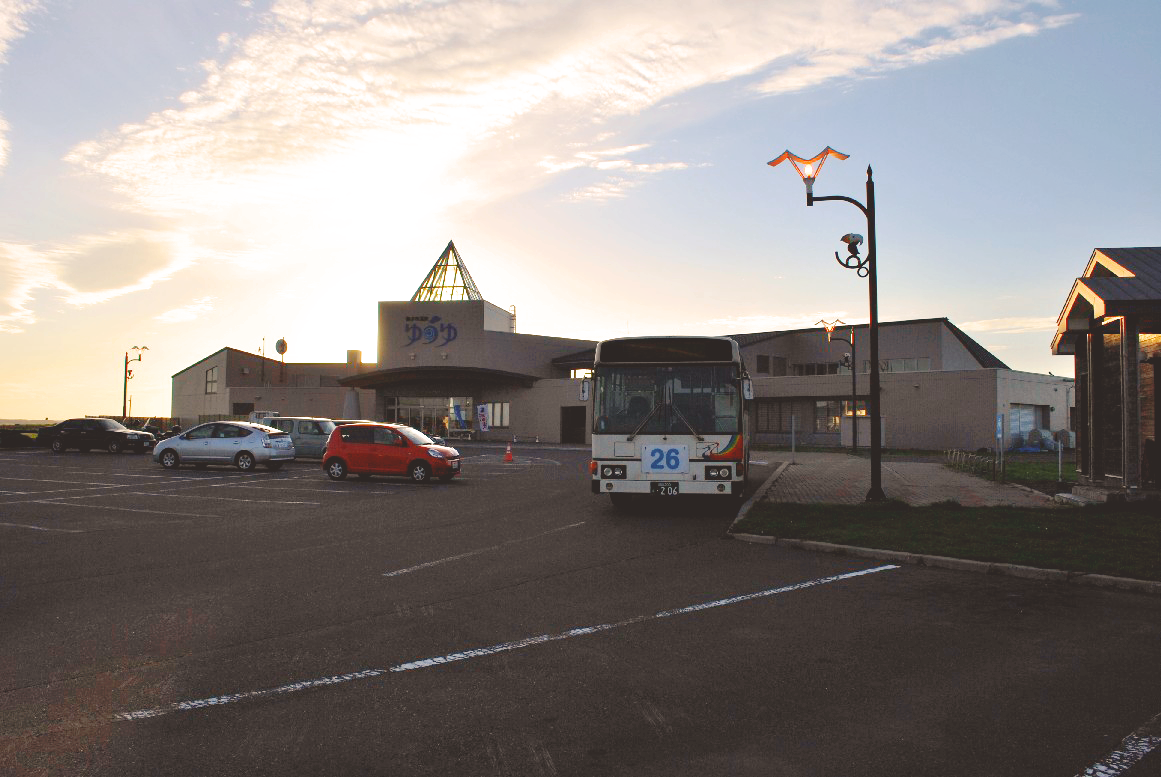
霧多布線終点「霧多布温泉」の様子

かつては26 霧多布線（くしろバス本社 - 霧多布温泉ゆうゆ）。
かつてはくしろバス本社 - 北陽高校間は霧多布行は乗車のみ、釧路行は降車のみのクローズドドアシステムであった。
藻散布 - 霧多布温泉間の区間便は27 散布線と呼ばれる場合がある。2005年（平成17年）10月1日改正時に25 厚岸線（釧路 - 厚岸 - 国泰寺 - 愛冠）を統合。2011年（平成23年）10月1日改正時には霧多布線第2系統に変更され、運行区間も厚岸駅 - 霧多布温泉ゆうゆに延長された。
厚岸町内から釧路方面への通学便の役割もあり、町内のスクールバスはこの路線へ接続している。
2019年10月中は浜中町地域公共交通の再編に向けた実証運行に伴い、一部区間（子野日公園 - 藻散布 - 火散布 - 渡散布 - びわせ - 高等学校 - 新川十字路 - 霧多布温泉ゆうゆ）を運休した。
2020年10月1日のダイヤ改正で26 霧多布線の子野日公園から霧多布温泉ゆうゆの間を廃止、25 厚岸・釧路線として新系統に改め、廃止区間は浜中町営バスが引き継いだ。また、2023年7月3日の厚岸町内買物循環バスの運行開始に伴い、厚岸市街地の運賃が均一料金に改められた。
- 28 新富士新野線 (88 イオン新富士線)
  - 釧路駅前 - 市役所 - 合同庁舎 - 埠頭入口 - 副港入口 - 新川北橋詰 - 新富士駅 - 昭和橋 - イオン昭和店 - 昭和南6丁目15 - 運輸支局 - 試験場 - 鶴野支援学校 - 大楽毛駅 - 大楽毛分岐 - 新野団地

2024年10月1日のダイヤ改正により、平日は3往復から1往復に、土日祝日の運行はなくなった。88系統は釧路駅前 - イオン昭和店の間のみ運行。
元々は3系統の路線を有する新富士線。かつて有していた3系統は次の通り。
- 釧路駅前 - 市役所 - 合同庁舎 - 埠頭入口 - 副港入口 - 新川北橋詰 - 新富士駅 - 昭和橋 - 仁々志別通 - はなしのぶ橋通 - 新昭和団地 - 啓生園 - 昭園団地
- 釧路駅前 - 市役所 - 合同庁舎 - 埠頭入口 - 副港入口 - 新川北橋詰 - 新富士駅 - 昭和橋 - 仁々志別通 - はなしのぶ橋通 - 新昭和団地 - 啓生園 - 昭園団地 - 西通 - 昭和南3丁目 - 商業高校 - イオンSC（副港経由）
- 釧路駅前 - 市役所 - 合同庁舎 - 埠頭入口 - 北中 - 喜多町 - 白金町通 - 道銀前 - 大曲 - 鳥取橋詰 - 新川北橋詰 - 新富士駅 - 昭和橋 - 仁々志別通 - はなしのぶ橋通 - 新昭和団地 - 啓生園 - 昭園団地 - 西通 - 昭和南3丁目 - 商業高校 - イオンSC（大曲経由）

2002年以降に37 新野線（釧路駅 - 大楽毛分岐）と38 大楽毛線（西高校）（栄町6丁目 - 新野団地）と共に路線再編後、現在の経路になった。
- 30 昆布森線
  - 白樺台 - 又飯時入口 - 宿徳内 - 城山 - 昆布森坂下 - 漁協 - 支所前 - 昆布森

停留所は僅かに8つ、所要時間15分の短距離路線で、学休日は運休となる。
2020年(令和2年)9月30日までは以下の通りに運行されていた。
- 釧路駅前 - 三慈会病院 - 市立病院 - 工業高校 - 湖陵高校 - みなみ病院 - コーチャンフォー - 春中横 - 晴海団地 - コールマイン - 益浦 - 白樺ターミナル - 柏木 - 毘沙門 - 三ツ浦 - 昆布森
- 三ツ浦 - 柏木 - 白樺ターミナル - 益浦入口 - 曙団地入口 - みなみ病院 - 湖陵高校 - 工業高校 - 市立病院 - 釧路駅前 (系統の2 上り)[注 4]

2018年10月1日のダイヤ改正で系統の2の起点を岩見浜から三ツ浦へ短縮した。これにより岩見浜を通るバスは全て無くなった。
2020年10月1日のダイヤ改正で運行区間を白樺台から昆布森までに短縮し、経路も道道142号線のみになり、海側の集落を通らなくなった。
- 31 毘沙門線
  - 三ツ浦 - 毘沙門 - 柏木 - 白樺ターミナル - 益浦入口 - 曙団地入口 - みなみ病院 - 湖陵高校 - 工業高校 - 市立病院 - 釧路駅前（上り方向）

30 昆布森線（系統の2）を運行区間短縮に伴い改番した路線。平日朝に上り方向のみ運行。学休日運休。
- 32 別保線
  - 釧路駅前 - 十字街 - 城山十字路 - 東釧路 - 貝塚3丁目 - 北見団地4丁目 - イオン釧路店 - 東高校 - 場外馬券所 - 新東陽団地 - (→ あいぱーる →)/(← トライアル別保店 ←) - 別保駅 - 別保小学校 - 別保中学校 - 双河辺

2019年4月5日から2019年9月末までは3系統の設定があり、系統の1は平日の間下り便が設定されておらず、系統の2は平日に下り方向のみ運行されていた。系統の1、2は東高校を経由していた。系統の3は2019年4月5日から運行開始した。系統の1、2と同じ道を通るが、別保公園と別保5丁目、公営住宅、東福寺を通過する。別保中学校への通学便であるため、別保中学校の行に合わせて下り便のみ運行される。2019年10月1日の改訂時に3系統あった経路が2系統に改められ、系統の1、2が統合、系統の3が系統の2に改番された。系統の1は東高校付近には平日の登下校時のみ経由するようになり、経由しない便と系統の2は国道44号沿いに進むようになった。
2021年10月1日のダイヤ改正で103 イオン別保線と分割し、32 別保線は系統を1つにまとめ、平日朝と夕方のみの運行とし、全便が東高校、別保5丁目、公営住宅、東福寺を経由するようになったが、別保公園は経由しなくなった。103 イオン別保線は年中無休・イオン釧路店 - 双河辺の間のみの運行に短縮され、32 別保線同様、別保公園を経由しなくなったが、イオン釧路店←→ウインズ釧路間は経路が異なる。
- 35 遠矢線
  - 釧路駅前 - 栄町6丁目 - 障害者福祉センター - 松浦町通 - 入江町14番地 - 桂3丁目 - イオン釧路店 - 東高校 - 国誉5丁目 - 場外馬券所 - 釧望台入口 - 陵墓公苑 - パーク108 - 遠矢中学校 - 三映団地

かつては「柏経由東遠野行き」と「パーク108経由遠矢小学校行き」の2系統の路線からなる東遠野線だった。2002年にパーク108経由の始発点を遠矢小学校から柏東1丁目に変更した。その後、路線再編を経て、2008年10月1日、遠矢線へ路線名を変更した。なお、釧望台入口←→めぐみ公園間は、上りと下りでは停留所数は変わらないものの、経路が異なる。
- 36 白糠線
  - 釧路駅前 - 栄町6丁目 - 駅北口 - 大曲 - 運輸支局 - 大楽毛駅 - 大楽毛分岐 - 恋問館 - 庶路駅 - 西庶路駅 - 刺牛入口 - 白糠駅 - 白糠高校 (系統1)
  - 釧路駅前 - 栄町6丁目 - 駅北口 - 大曲 - 運輸支局 - 試験場 - 鶴野支援学校 - 大楽毛駅 - 大楽毛分岐 - 恋問館 - 庶路駅 - 西庶路駅 - 刺牛入口 - 白糠駅 - 白糠高校 (副系統3)

2002年3月以前の釧路駅前 - 駅北口間は、釧路駅前 - 末広町9丁目 - 駅北口となっていた。
系統1は2023年10月1日のダイヤ改正にて、2 若草団地線の系統2（釧路駅前→北陽高校→湖陵高校）を引き継ぎ、上り第1便が釧路駅から湖陵高校まで延長運行を行う。
2018年3月30日廃止の音別線を一部継承した、釧路駅前 - 音別の経路を系統2として運航していたが、2024年10月1日のダイヤ改正で廃止し、代替路線として37 白音線を新設。また、鶴野支援学校への通学便として、副系統3を新設し、平日朝に下り方向のみ運行。
- 37 白音線
  - 白糠駅 - 和天別入口 - 道立白糠学園 - 古瀬 - 学園前 - 音別駅

2024年10月1日のダイヤ改正により廃止された36 白糠線(系統2、釧路駅前 - 音別駅)の代替路線。
- 38 大楽毛線
  - 釧路駅前 - 栄町6丁目 - 駅北口 - 大曲 - 運輸支局 - 大楽毛駅 - 大楽毛分岐 - 高専

阿寒バスと同路線を運行しているが、試験場、鶴野支援学校を経由しない。かつては栄町6丁目 - 西高校（現・鶴野特別支援学校）- 大楽毛分岐か新野団地という経路で運行していた。なお、2002年以降に37 新野線と経路を入れ替え、起点を栄町6丁目から釧路駅前へ、終点を大楽毛分岐からまりも団地へと延伸した。その後、終点を高専へと短縮された。37 新野線は28 新富士線へ統合された（現・28 新富士新野線）。
- 53 晴海線
  - 釧路駅 - 十字街 - 三慈会病院 - 興津町 - 春採4丁目 - 興津4丁目 - 晴海団地 - (益浦)  - コールマイン - 白樺ターミナル - 白樺台

2003年4月1日から2007年9月30日までの年末年始以外の土・日・祝祭日は、ポスフール（現・イオン釧路店）発着便も設定されていた。
2024年10月1日のダイヤ改正により、利用のない時間帯の益浦経由を廃止。
- 55 南北線
  - 東高校 - イオン釧路店 - 愛国 - 労災病院 - 市民文化会館 - 大曲 - 新川町 - 北中 - 釧路中央郵便局 - 釧路駅前 - 十字街 - 三慈会病院 - 市立病院 - 工業高校 - 湖陵高校 - みなみ病院 - 湖畔幼稚園 - 曙団地入口 - 武佐高台 - 若草高台 - 第2若草団地

一部上り便において釧路駅前終点がある。2002年以降に始点を愛国から東高校まで延伸した。
- 63 美原線(芦野)
  - 釧路駅前 - 栄町6丁目 - 障害者福祉センター - 川北町8番地 - 入江町14番地 - 癌検診センター - 柳橋通 - 愛国電話交換局 - 芦野2丁目 - 芦野1丁目 - 美原南入口 - 美原1丁目 - 孝仁会記念病院

平日のみ運行。2018年10月のダイヤ改正で大幅減便となり、平日は4往復、土・日・祝祭日は2往復半となっていたが、2023年10月のダイヤ改正で、平日は3往復、土・日・祝祭日は運行を取りやめた。
- 65 美原線
  - 釧路駅前 - 栄町6丁目 - 駅北口 - 大曲 - 労災病院 - 柳橋通 - 釧路公立大学前 - 美原入口 - 美原1丁目 - 美原4丁目 - 美原

2023年10月1日のダイヤ改正で運行本数を25往復から18往復へ減便された。
- 66 昭和線
  - 釧路駅前 - 栄町6丁目 - 駅北口 - 大曲 - 鳥取大通2丁目 - 不二橋詰 - 釧路専門学校 - 昭和団地 - 昭和SA - イオン昭和店 - 釧路北病院前

阿寒バスと経路を分担して運行している。かつては栄町6丁目始発でイオンSC（現・イオン昭和店）を経由しなかったが、2002年以降に現在の路線になった。但し、学園橋通←→昭和北3丁目間は阿寒バス・くしろバスとも商業高校・イオン昭和店経由だが、経路が異なる。
系統1は2023年10月1日のダイヤ改正で運行を平日3往復のみに減便された。
また、系統2（釧路駅前 - 不二橋詰 - 農協ビル - 雄鉄線通 - 昭和南4丁目 - 商業高校）は通称・商業高校線で、阿寒バスが釧路北病院行き、くしろバスが商業高校行きとして運行されていたが、2023年10月1日のダイヤ改正によって廃止された。
- 77 イオン昭和線
  - 釧路駅前 - 栄町6丁目 - 障害者福祉センター - 川北町8番地 - 入江町14番地 - 柳橋通 - 景雲中学校 - 鶴見橋通 - 商業高校 - イオン昭和店

2000年9月の運行開始時は、イオンショッピングセンター線という路線名で、2011年10月1日改正で路線名をイオン昭和線に変更された。かつてはくしろバス本社・美原・東高校経由国誉5丁目発着便の系統2もあったが、2002年以降に廃止された。
- 88 イオン新富士線
  - 釧路駅前 - 市役所前 - 新富士駅 - 温水プール前 - 昭和橋 - 商業高校 - イオン昭和店

2024年10月のダイヤ改正により、大幅に減便された。
- 100 イオン線
  - 博物館 - 市立病院 - 工業高校 - 湖陵高校 - みなみ病院 - 湖畔幼稚園 - 第6若草団地 - 第1若草団地 - 若草高台 - 武佐団地入口 - 貝塚通 - 貝塚2丁目 - 貝塚3丁目 - 新開2丁目 - イオン釧路店 - 芦野1丁目 - 文苑4丁目 - くしろバス本社 - 景雲中学校 - 市民文化会館 - 新橋大通6丁目 - 鳥取大通4丁目 - 昭和橋 - 商業高校 - イオン昭和店

かつては1994年10月に運行を開始した釧路サティ線で、2002年1月1日にポスフール線（公住 - 大曲 - 労災病院 - 愛国電話交換局 - ポスフール（鉄北コース））と（科学館（現・博物館） - 第6若草団地 - 第2若草団地 - 第1若草団地 - ポスフール（橋南コース））の2系統）に変更された。2009年4月1日改正で路線名をポスフール線からポスフールイオン線に、くしろバス本社経由でのイオンモール釧路昭和（旧イオンS.C）発着に変更され、湖陵高校経由便で貝塚3丁目（旧開発道路事務所→ダイエー釧路店）が増設されたが、2011年10月1日改正でくしろバス本社経由便と湖陵高校経由便を一本化、イオン線に変更。2019年2月4日よりたくぼく循環線に続きWAONでの運賃支払いに対応。
- 101 イオン釧路線
  - 釧路駅前 - 釧路中央郵便局 - 北中 - 東北海道病院 - 共栄大通7丁目 - 共栄中学校 - 愛国 - 愛国北園通 (← 芦野小学校 ← 桂木3丁目 ← 曙1丁目 ← 桂木4丁目 ←)[注 5] - イオン釧路店

2002年にポスフール線（愛国経由）として運行開始。2011年10月1日改正で路線名をイオン釧路線に変更。2020年4月20日よりイオン線に続きWAONでの運賃支払いに対応。
- 102 イオン美原線
  - 釧路駅前 - 栄町6丁目 - 障害者福祉センター - 松浦町通 - 入江町14番地 - 桂3丁目 - イオン釧路店 - 豊美2丁目 - 美原東口 - 孝仁会記念病院

2018年(平成30年)10月1日のダイヤ改正で新設された路線。
- 103 イオン別保線
  - イオン釧路店 - 釧路町プロムナード入口 - 場外馬券場 - 新東陽団地 - トライアル別保店 (→ あいぱーる →) - 別保駅 - 別保中学校 - 双河辺

2021年(令和3年)10月1日のダイヤ改正で新設された路線。前述の通り、32 別保線を経路短縮、一部経路変更した形で運行されている。
- 111 高専線
  - 三映団地 - 遠矢中学校 - パーク108前 - 陵墓公苑 - 釧望台入口 - 場外馬券所 - 国誉5丁目 - 東高校 - にれの木公苑 - 美原4丁目 - 美原 - 美原1丁目 - 芦野3丁目 - 芦野1丁目 - 日向小児科医院 - くしろバス本社 - 景雲中学校 - 鶴見橋通 - 商業高校 - 昭和南5丁目 - 高専 (上り方向)

2002年に国誉5丁目 - 高専の区間で設置された通学用路線。その後始点を三映団地まで延伸した。2009年4月1日改正による路線変更時は - 商業高校 - 鳥取北10 - 星が浦北2 - 高専 という経路だったが、釧路新道開通後に現在の経路に再び変更された。
平日朝に上り方向のみ運行。一部便は国誉5丁目始発。
- 222 たんちょう線
  - イオン釧路店 - 芦野1丁目 - 日向小児科医院 - くしろバス本社 - 景雲中学校 - 鶴見橋通 - 商業高校 - イオン昭和店 - 昭和橋 - 運輸支局 - （試験場 - 鶴野支援学校） - 大楽毛駅 - 大楽毛分岐 - 高専 - まりも団地

2002年に開設された路線。イオン釧路店 - 芦野1丁目間は上下線で経路が異なる。
2024年10月1日のダイヤ改正により、大楽毛北地区（試験場 - 王子社宅）の運行を、一部を除いて廃止。
- 404 国泰寺線
  - 光栄 - 厚岸駅前 - 町立病院 - 厚岸漁協協同組合直売店（旧・厚岸大橋） - 奔渡入口 - 国泰寺 - 厚岸翔洋高校 - 子野日公園

元JR北海道バス路線。かつては上り方向のみ厚岸翔洋高校を経由していたが、2018年（平成30年）10月1日のダイヤ改正で下り方面の終点を厚岸翔陽高校に変更した。上り方面には変更がなく、国泰寺を起点に厚岸翔陽高校を経由して光栄に向かう。2022年(令和4年)11月に一部便を厚岸町のデマンドバスの実証実験に運用させた結果、2023年（令和5年）7月3日より平日1往復のみに減便され、土・日・祝祭日の運行は取りやめた。また、厚岸町内買物循環バスの運行に伴い、全区間均一料金へ改められた。
- 循環バスぐるっと
  - イオン昭和店 - 学園橋通 - 北橋通 - 不二橋詰 - 鳥取神社 - 鳥取西小学校 - 鳥取西中学校 - 西通 - 昭和19号公園 - イオン昭和店（右回り）

2020年10月1日に開設された路線。
- 厚岸町内買物循環バス
  - 光栄 - 厚岸駅前 - 港町1号公園 - 港町4丁目 - 子野日公園 - 梅香1丁目 - 国泰寺 - 厚岸翔洋高校 - 港町4丁目 - 港町1号公園 - 厚岸駅前 - 光栄

2023年7月3日に開設された路線。404 国泰寺線の一部便を置き換えて運行される。停留所の数を増やし、イオン厚岸店及びフクハラ厚岸店へのアクセスを目的とした路線。全区間均一運賃。

#### 主な廃止路線
- 5 鳥取線
  - 釧路駅 - 市役所 - 合同庁舎 - 埠頭入口 - 新川橋詰 - 鳥取大通2丁目 - 鳥取分岐

十字街7丁目バス停は上りのみの停車だった。
- 6 鳥取線
  - 栄町6丁目 - 駅北口 - 共栄大通1丁目 - 三共 - 大曲 - 治水入口 - 鳥取大通2丁目 - 鳥取分岐

阿寒バスと共同運行だが、栄町6丁目←→駅北口間は上りと下りで経路が異なった。
- 6 明輝高校線
  - 釧路駅前 - 釧路中央郵便局 - 北中 - 東北海道病院(旧 若竹町7) - 共栄中学校 - 愛国 - 愛国北園通 - 明輝高校

平日朝に下り方向のみ運行。学休日運休。2024年4月1日に廃止。
- 7 鳥取線
  - 釧路駅 - 釧路中央郵便局 - 埠頭入口 - 北中 - 三共 - 大曲 - 治水入口 - 鳥取大通2丁目 - 鳥取分岐

三共←→鳥取分岐間は、6 鳥取線と同じ経路だった。
- 7 学園線
  - 雁来 - 市民球場入口 - 美原1丁目 - 釧路公立大学前 - 芦野1丁目 - 芦野小学校 - 新開2丁目 - 清明小学校 - 工業高校 - 市立病院

平日朝に下り方向のみ運行。学休日運休。2024年4月1日に廃止。
- 8 若草団地線
  - 釧路駅前 - 十字街 - 生涯学習センター - 市立病院 - 工業高校 - 湖陵高校 - みなみ病院 - 永住 - 第2若草団地

22 緑ケ岡線と統合、55 南北線に変更。
- 11 ふみぞの・米町線
  - 弁天ケ浜 - 米町公園 - 生涯学習センター - 十字街 - 釧路駅 - 釧路中央郵便局 - 埠頭入口 - 北中 - 若竹町7番地 - 市民文化会館 - 景雲中学校 - くしろバス本社 - 文苑2丁目 - 文苑3丁目 - 文苑4丁目

2007年10月改正で12 文苑・公住線に統合。
- 15 若草団地線
  - 釧路駅前 - 十字街 - 生涯学習センター - 市立病院 - 工業高校 - 湖陵高校 - みなみ病院 - 曙団地入口 - 武佐中学校 - 若草高台 - 星園高校 - 2号公園前（市立病院経由）
  - 釧路駅前 - 北陽高校 - 緑ヶ岡入口 - 湖陵高校 - みなみ病院 - 曙団地入口 - 武佐中学校 - 若草高台 - 星園高校 - 2号公園前（山の手トンネル経由）

2 星園高校線→若草団地線に統合。
- 16 貝塚線
  - 釧路駅前 - 十字街 - 城山十字路 - 仏舎利塔通 - 東釧路 - 雪印工場 - 永住 - 曙団地入口 - 第2若草団地

1993年7月に廃止されたが、かつては春採駅や太平洋病院、若草高台発着だった時期もある。
- 20 益浦線（千代ノ浦経由）
  - 釧路駅前 - 十字街 - 生涯学習センター - 千代の浦 - 望洋住宅 - 桜ヶ岡通 - 益浦入口 - コールマイン - 益浦

最盛期は30便程度だったが、廃止直前は1日10便前後に減便、2001年3月に廃止。
- 21 益浦線（市立病院経由）
  - 釧路駅前 - 十字街 - 生涯学習センター - 市立病院 - 工業高校 - 曙団地入口 - 益浦入口 - コールマイン - 益浦

1985年までユースホステル・春採アイスアリーナ経由で、一部太平洋病院経由で運行されていた便もあった。
- 22 緑ケ岡線
  - 愛国 - 労災病院 - 市民文化会館 - 大曲 - 新川町 - 若竹町 - 若草町 - 喜多町 - 北中 - 埠頭入口 - 釧路中央郵便局 - 釧路駅前 - 生涯学習センター - 市立病院 - 工業高校 - 緑ケ岡入口 - 緑ケ岡高校 - 緑ケ岡

8 若草団地線と統合、55 南北線に変更。
- 23 日赤病院線
  - 愛国 - 労災病院 - 市民文化会館 - 大曲 - 日赤病院前 - 共栄中学校 - 土木現業所 - 三共 - 道銀前 - 駅北口 - 旭小学校 - 栄町6丁目 - 釧路駅前 - 日銀 - 城山十字路 - 北陽高校 - 緑ケ岡入口 - 緑ケ岡高校 - 緑ケ岡

愛国→釧路駅間は、3 武佐線（系統3）として運行。
- 27 桂恋線
  - 釧路駅 - 十字街 - 生涯学習センター - 市立病院 - ユースホステル - 春採アイスアリーナ - 春採SC - 望洋住宅 - 東光薬品工場 - 岩見浜 - 桂恋 - 毘沙門

後に30 昆布森線に統合。
- 31 自衛隊線
  - 釧路駅前 - 十字街 - 城山十字路 - 東釧路 - 貝塚3丁目 - ウインズ釧路 - 中央3丁目 - 自衛隊坂下 - 自衛隊（東釧路経由）
  - 釧路駅前 - 栄町6丁目 - 旭小学校 - 松浦町通 - 入江町14番地 - 桂3丁目 - ポスフール - 東高校 - 国誉5丁目 - 場外馬券場 - 自衛隊入口 - 自衛隊坂下（桂3丁目経由）

桂3丁目経由は、東釧路経由廃止後の一時期運行。
- 33 東高校線
  - 釧路駅前 - 栄町6丁目 - 旭小学校 - 松浦町通 - 入江町14番地 - 北見団地4丁目 - ポスフール - 東高校 - 国誉5丁目（北見団地経由）
  - 釧路駅前 - 栄町6丁目 - 旭小学校 - 松浦町通 - 入江町14番地 - 桂3丁目 - ポスフール - 東高校 - 国誉5丁目（桂3丁目経由）

運行開始当初は北見団地経由だったが、廃止時は桂3丁目経由。
- 50 浄水場線
  - 浄水場 - 柳橋通 - 中園通 - 入江町14番地 - 川北町8番地 - 栄町6丁目 - 釧路駅前 (上り方向)

77 イオン釧路線運行開始後に臨時便に変更され、後に上り方向のみ定期運行されるようになった。2019年10月1日のダイヤ改正時に廃止。
- 54 市立病院線
  - 釧路駅前 - 十字街 - 生涯学習センター - 市立病院 - 工業高校 - 湖陵高校 - みなみ病院 - コーチャンフォー - 望洋住宅 - 春採6丁目 - 興津2丁目 - 中央通 - 晴海入口 - 道立病院 - コールマイン - 益浦

一時期昆布森発着だった時期もあるが、後に30 昆布森線に統合。
- 60 愛国線
  - くしろバス本社 - 文苑4丁目 - 愛国電話交換局 - 愛国 - 労災病院 - 市民文化会館 - 大曲 - 駅北口 - 栄町6丁目 - 十字街 - 三慈会病院 - 千代の浦 - 望洋住宅 - 桜ヶ丘通 - 益浦入口 - 附属小学校 - 白樺入口 （系統の1）
  - 美原4丁目 - 美原1丁目 - 釧路公立大学 - 芦野1丁目 - 芦野小学校 - 新開2丁目 - 貝塚3丁目 - 貝塚通 - 武佐団地入口 - 武佐4丁目 - 若草高台 - 武佐高台 - 附属小学校 - 白樺入口 （系統の2）

平日朝に上り(白樺入口)方向のみ運行。学休日運休。
1991年12月のダイヤ改正までは釧路駅 - 栄町6丁目 - 駅北口 - 大曲 - 市民文化会館 - 労災病院 - 愛国便もあった。また、2022年10月のダイヤ改正までは系統の2の下り便もあった。かつては始点がもみじ公園（系統の1）と団地中央通（系統の2）、終点は白樺台だったが、2002年以降に現在の路線になった。
2024年4月1日に廃止。廃止後は、系統の1と系統の2を再編した、15 附属スクール線を新設。
- 61 東西線
  - 白樺台 - 白樺ターミナル - 附属小学校 - 益浦入口 - 桜ケ岡通 - 望洋住宅 - 千代の浦 - 三慈会病院 - 十字街 - 栄町6丁目 - 駅北口 - 大曲 - 労災病院 - 愛国 - 柳橋通 - 愛国電話交換局 - イオン釧路店 - 東高校

平日朝に下り方向のみ運行。学休日運休。かつては始発が白樺台か高山台、終点が国誉5丁目だったが、2002年以降にこの経路となり、2023年10月1日のダイヤ改正で廃止となった。
- 401 浜中線
  - 浜中駅 - MOITTOかぜて - 榊町 - 暮帰別 - 新川十字路 - 霧多布温泉ゆうゆ

2020年10月1日廃止。廃止後は浜中町営バスが運行する。2019年10月中は浜中町地域公共交通の再編に向けた実証運行に伴い、全線運休した。
- 403 床潭線
  - 光栄 - 厚岸駅前 - 町立病院 - 厚岸大橋 - 奔渡入口 - 国泰寺 - 厚岸翔洋高校 - 床潭 - 末広

2018年9月30日廃止。元JR北海道バス路線。廃止後は厚岸町デマンドバスが運行する。
- 上庶路線
  - 白糠高校 - 白糠駅 - 刺牛入口 - 西庶路駅 - 本岐入口(庶路支所前) - 西庶路 - 社宅入口 - 中庶路 - 新興部落 - 上庶路
  - 白糠高校 - 白糠駅 - 刺牛入口 - 西庶路駅 - 本岐入口(庶路支所前) - ふれあい公園 - 錦児童公園 - アサヒストア - 花園入口 - 社宅入口 - 中庶路 - 新興部落 - 上庶路 (系統の2)

平日のみ運行。
2018年3月30日廃止。同年4月2日より新たに再編された上庶路-庶路地区循環、上茶路-白糠地区循環の一部デマンド方式のコミュニティ町営バスが運行開始。
- 音別線
  - 白糠駅 - 和天別入口 - 道立白糠学園 - 古瀬 - 学園前 - 音別駅 - 中音別 - 拓北 - 二俣 - 茶安別

平日のみ運行。
2018年3月30日廃止。同年4月より代替措置としてスクールバス（二俣・霧里方面のみ）及び患者輸送バス（中音別・上音別・二俣・霧里・茶安別・川西方面のみ）の住民利用を開始。患者輸送バスは2019年（令和元年）10月1日に音別地区コミュニティバスへ統合された。
白糠駅 - 音別駅は36 白糠線（系統2）として、釧路駅まで延長運行していたが、2024年10月1日のダイヤ改正により、37 白音線にその役割を引き継いだ。
- 和天別線
  - 白糠駅 - 和天別入口 - 下和天別 - 駒越 - 駒の里 - （大平地区循環）

2010年10月1日廃止。駒の里以遠は停留所を設置しない完全フリー乗降制であった。廃止後は沿線住民の代替輸送として、有償で児童生徒の支障のない範囲でスクールバスの共用を開始。
- 茶内線
  - 厚岸駅 - 糸魚沢 - 茶内中学校 - 茶内郵便局 - 湿原センター - 霧多布高校 - 霧多布温泉ゆうゆ

2006年10月1日廃止。
- 特急すずらん号

| 特急すずらん号 左:1994年、右:2005年 |  | 特急すずらん号 左:1994年、右:2005年 |
| 特急すずらん号 左:1994年、右:2005年 |  |                                     |

- 釧路・白糠 - 音別 - 浦幌 - 幕別・帯広（十勝バスとの共同運行）

1989年（平成元年）11月24日運行開始。十勝バス一般路線バス廃止の代替として浦幌 - 帯広間の乗降制限が解除されるなどの動きがあったが、2010年（平成22年）12月6日の浦幌町議会にて路線廃止予定であることが明らかになり、2011年（平成23年）4月1日に廃止されている。

## 貸切バス
2018年（平成30年）3月20日現在、貸切バス車両は20台保有。事業は通常は釧路運輸支局管内、北見運輸支局管内、帯広運輸支局管内での発着が認められているが、貸切バス事業者安全性評価認定制度による優良事業者に限定した営業区域の弾力的な運用による特例で、2025年（令和7年）4月1日現在北海道全域となっている。千歳営業所設置時は札幌運輸支局管内も通常の事業域となっていた、道東地区事業者10社で組織する東北海道貸切バス事業協同組合 (BUS CENTER)に加盟している。

## 車両
車両は2018年（平成30年）7月28日現在で114台保有する。

一般路線車は古くよりいすゞの車両を中心に導入している。かつてはいすゞ、日野、三菱ふそう、日産ディーゼルの4社の車両がそれぞれ在籍していたものの、2024年現在、保有しているすべてがジェイ・バス（いすゞ・日野）の大型路線車である。また、1980年代末より中古車両を導入しているため、多くは移籍車両である。大手グループに属していないため、移籍元は東武バズ、川崎市交通局、京成バス、京浜急行バスなど多岐にわたる。また、一部に新製導入されたいすゞ・エルガ（いずれも前中扉、ノンステップ）もある。 一方、中型路線車は2024年現在保有していない。かつてはいすゞ・ジャーニーK（前後扉）、いすゞ・エルガミオ（前中扉ワンステップ）を自社発注で導入しており、一部には石川啄木の肖像画が描かれ、たくぼく循環線で固定運用されていた。また、神奈川中央交通から三菱ふそう・エアロミディMK（前中扉ワンステップ）を譲受するなど、少数ながら移籍車両も保有していた。

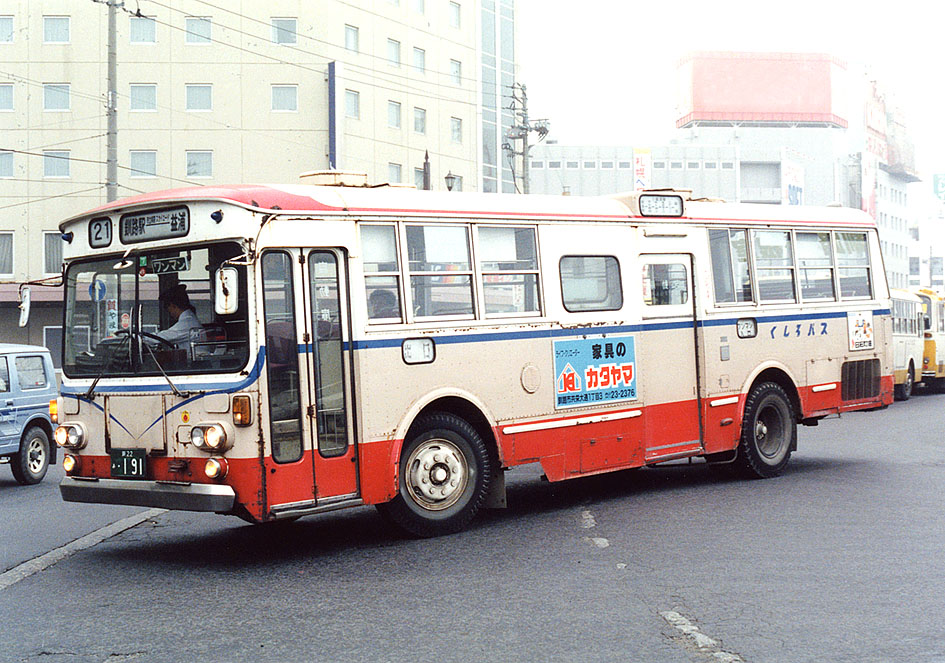
旧東邦交通色いすゞ・BU
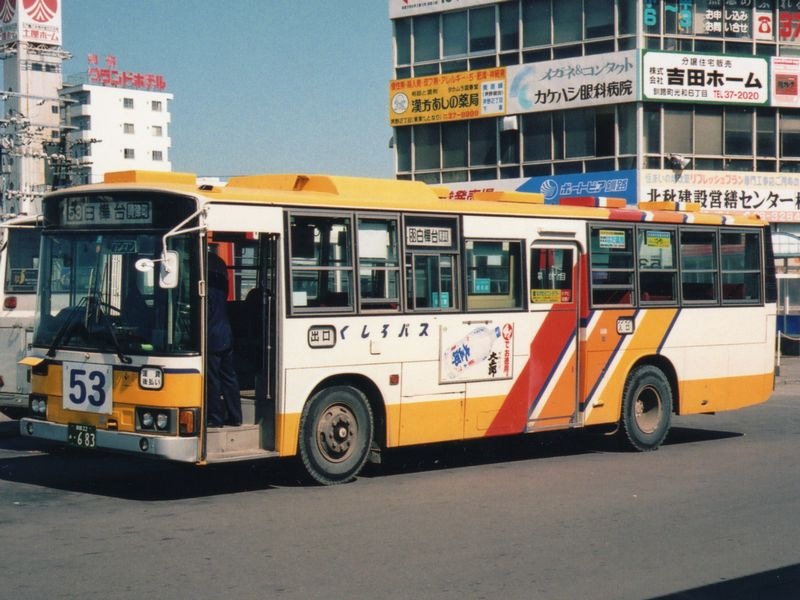
1990年代に多数導入された譲受車（神奈川中央交通からの三菱ふそう・エアロスター）
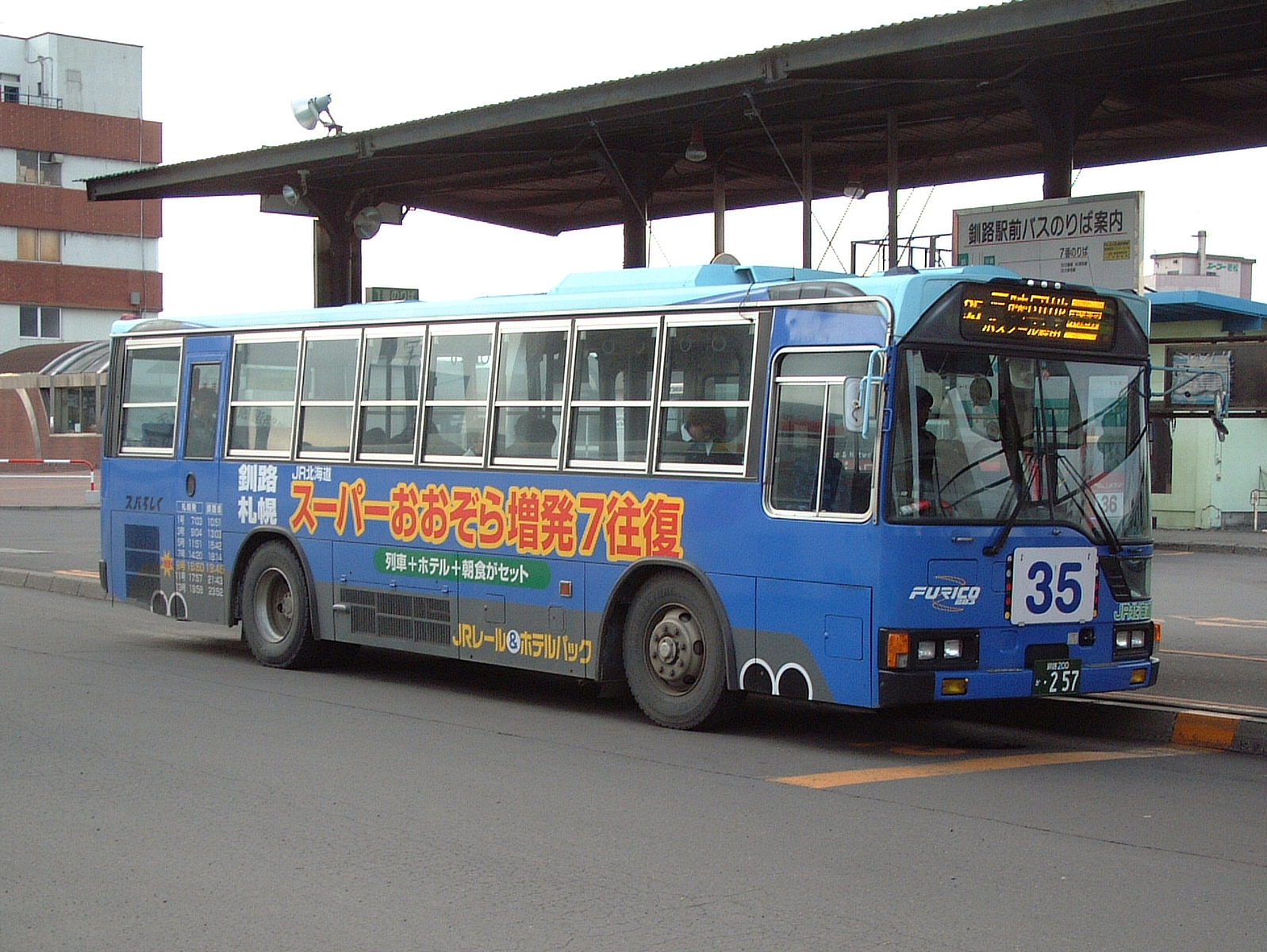
川崎市交通局からの譲受車（三菱ふそう・エアロスター JR北海道釧路支社広告車）
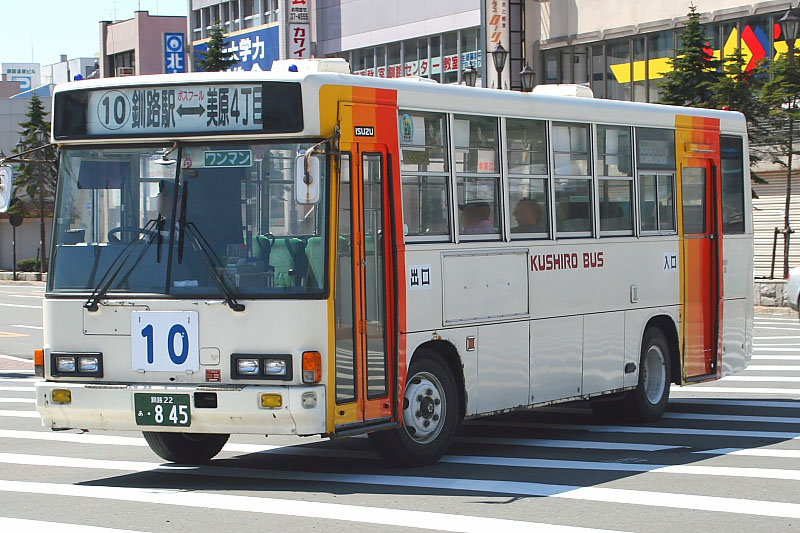
東邦交通末期より採用されたいすゞジャーニーK（前後扉）専用塗色 JR釧路駅前にて
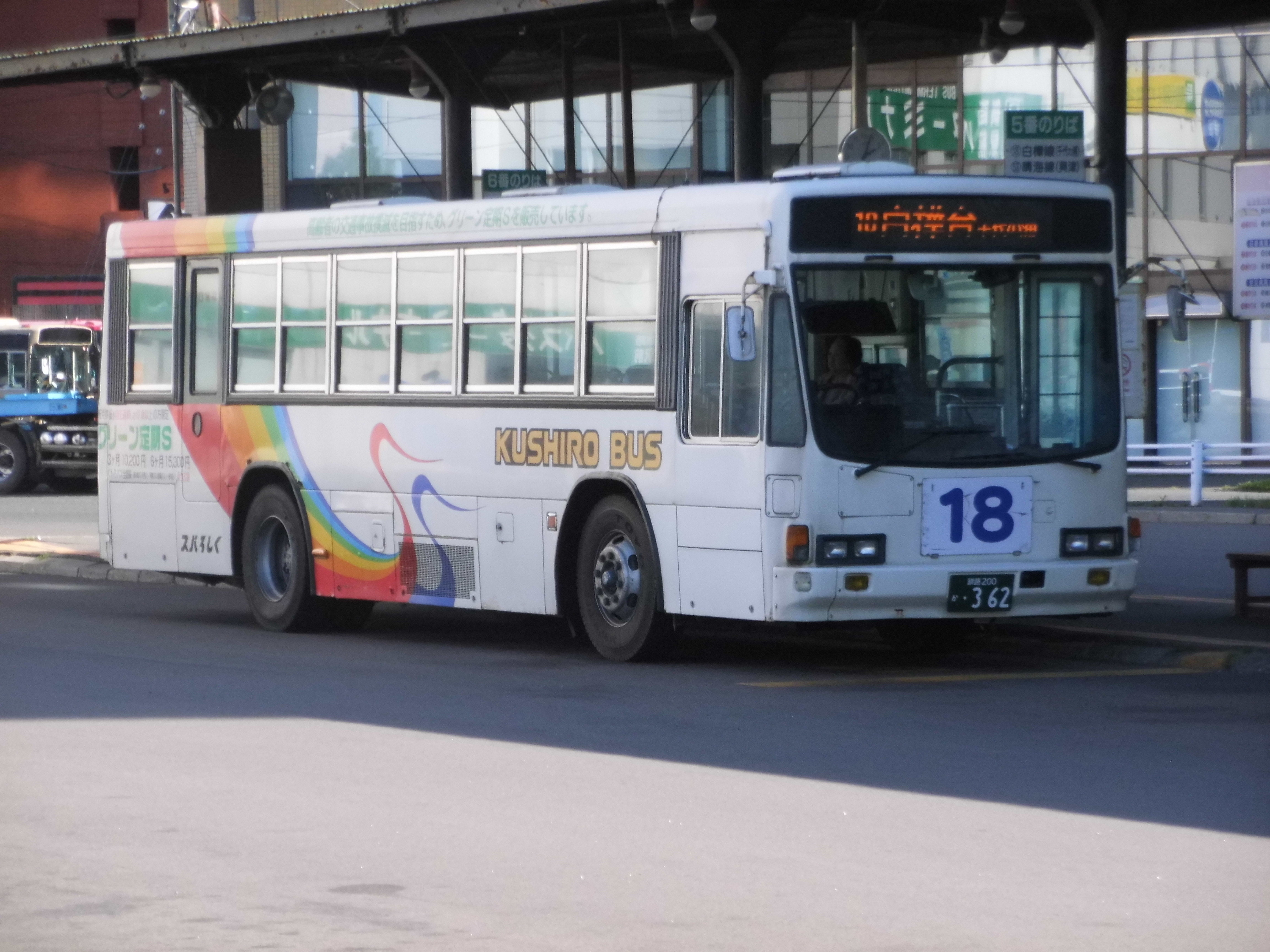
川崎市交通局からの譲受車（いすゞ・キュービック）
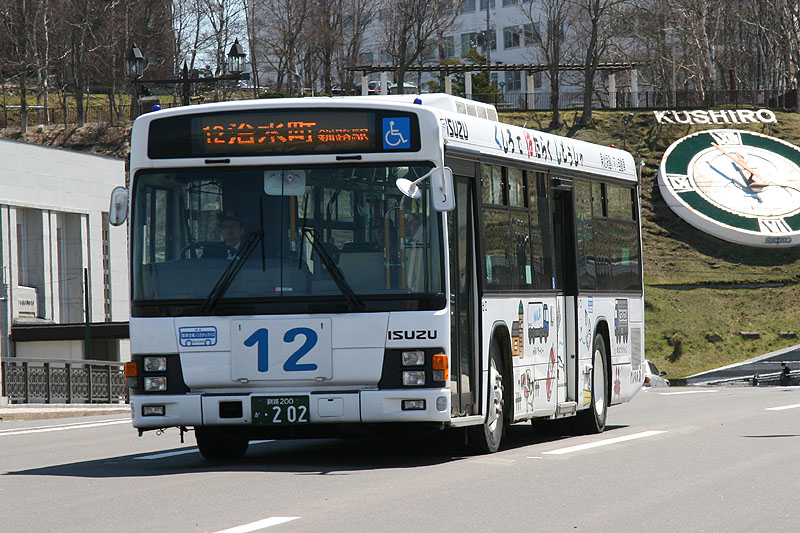
幣舞橋を渡るノンステップバス（いすゞ・エルガ）
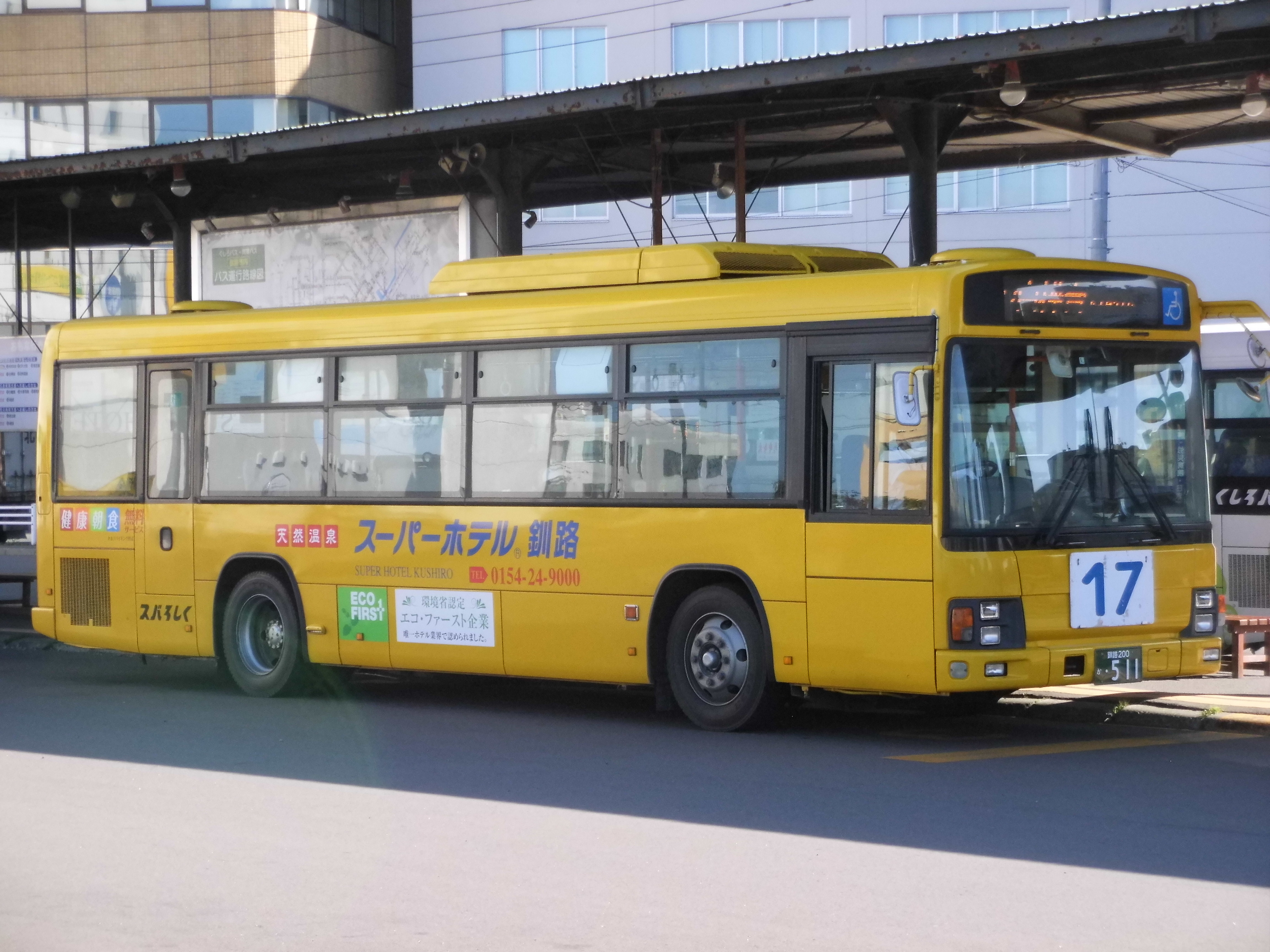
2017年に国際興業バスから移籍導入された車両（LV234系いすゞ・エルガ スーパーホテル広告車）
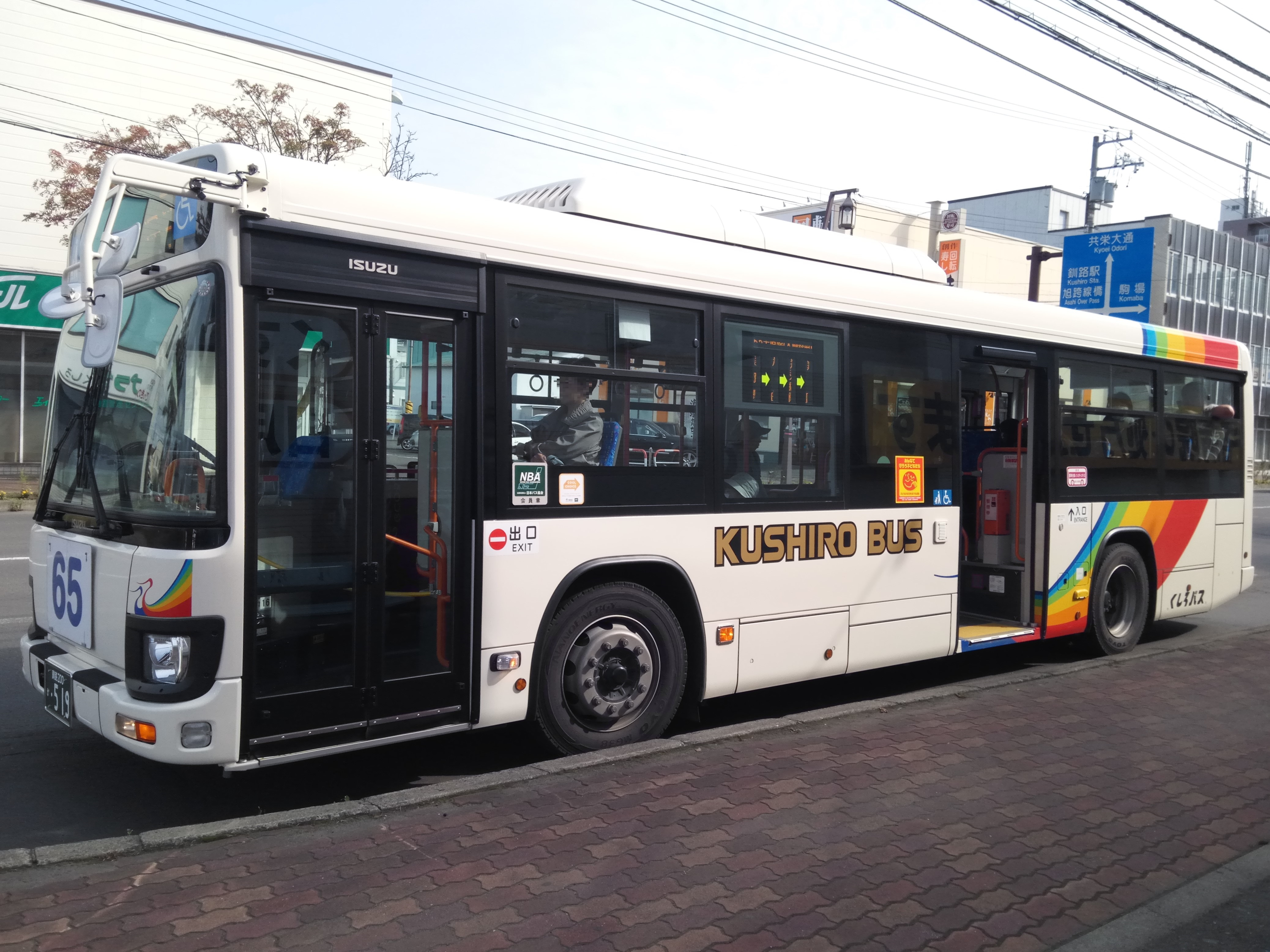
くしろバスで3台目となるLV290系いすゞ・エルガ。2019年に導入された。

高速車では、カラーリングは赤・オレンジ・黄色の斜めストライプが入ったものに順次改められ、さらに近年は路線車と同じく虹色のラインで2羽の丹頂鶴が描かれたものが運用されている。

貸切車は多くが三菱ふそう製の大型車である一方、日野・メルファなどの中型車を2台保有している他、少数ながらいすゞ製、日野製も運用されている。かつてはBUS CENTERカラーを中心に導入されていたものの、2000年以降はBUS CENTERカラーの導入はなく、2025年までにBUS CENTERカラーの車両は全廃となった。2014年以降からは、路線車や高速車と同じカラーリングの三菱ふそう・エアロクイーンを数年おきに新車導入している。

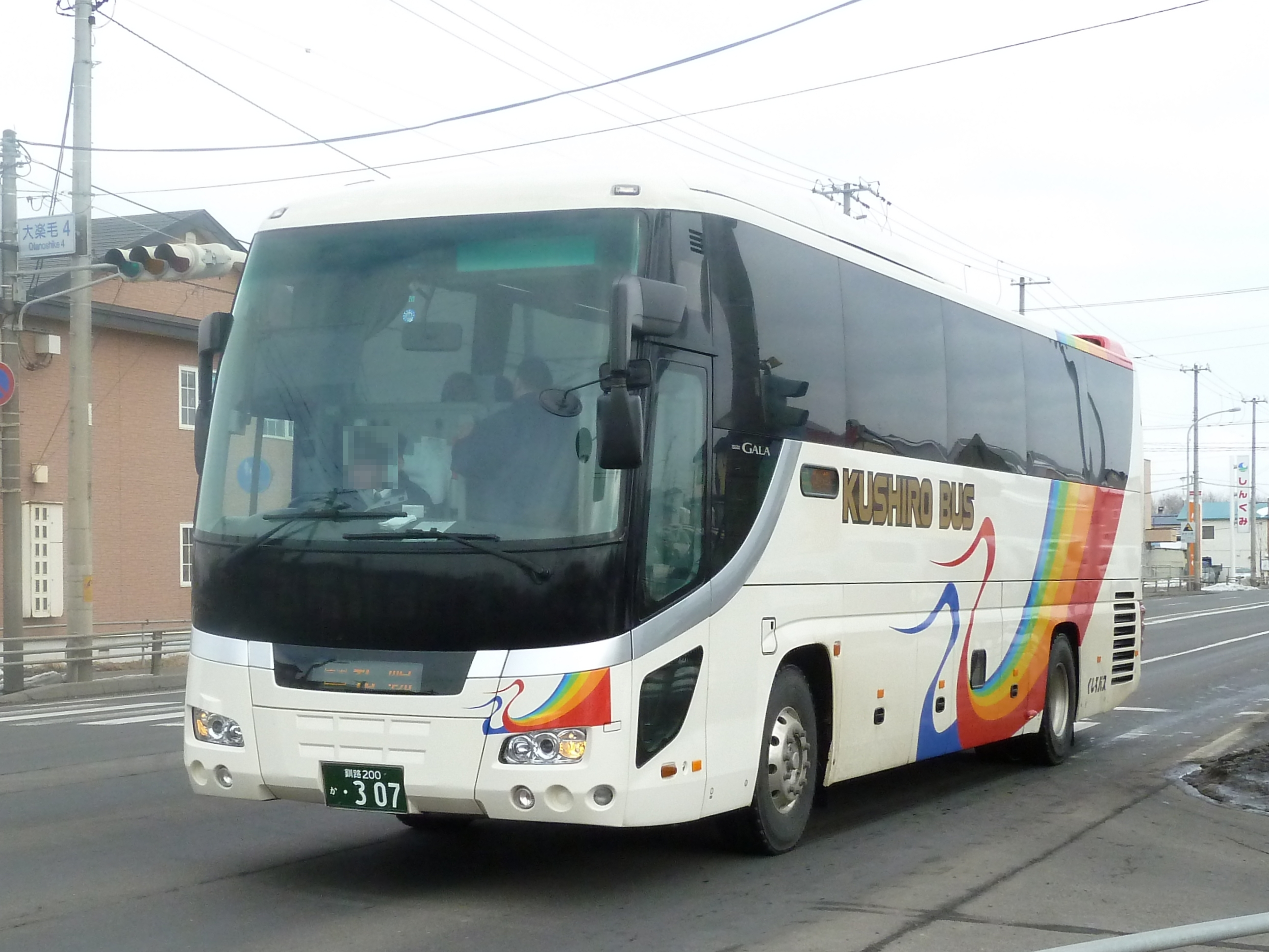
スターライト釧路号
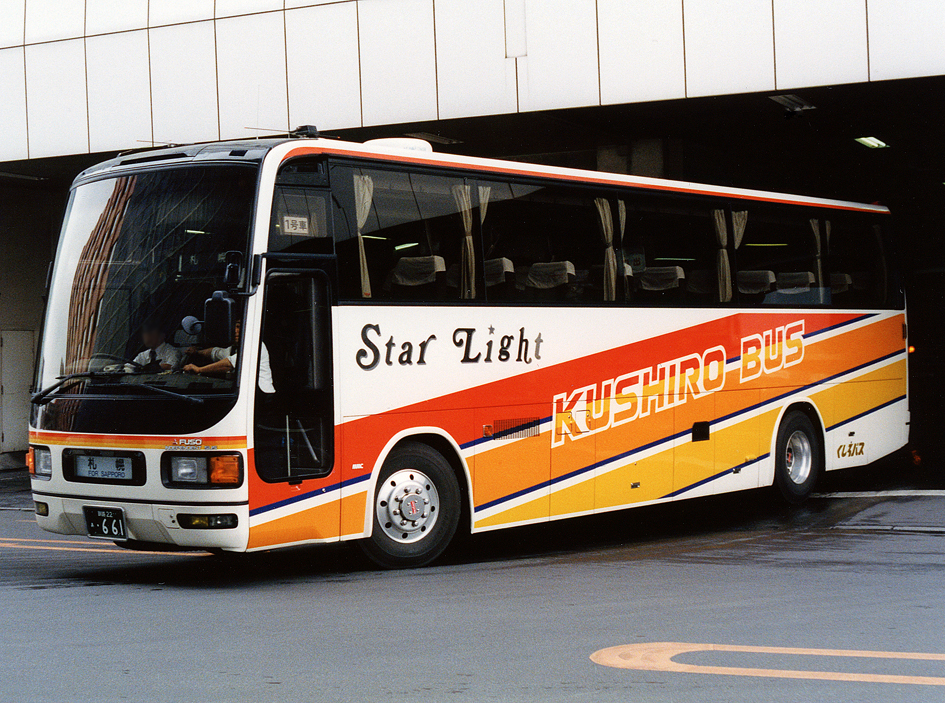
社名変更と同時に導入されたカラーリング（スターライト釧路号）
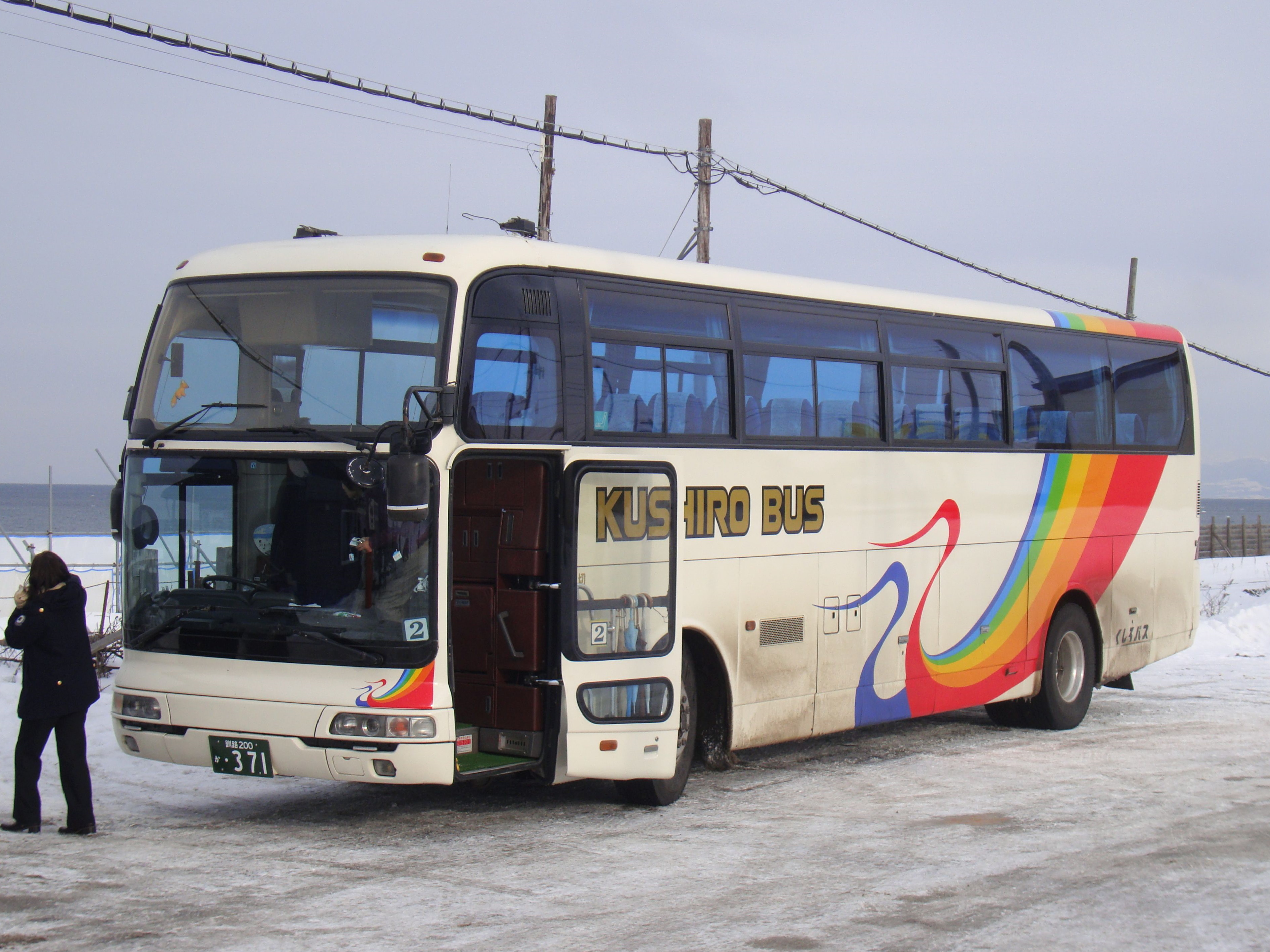
貸切バス
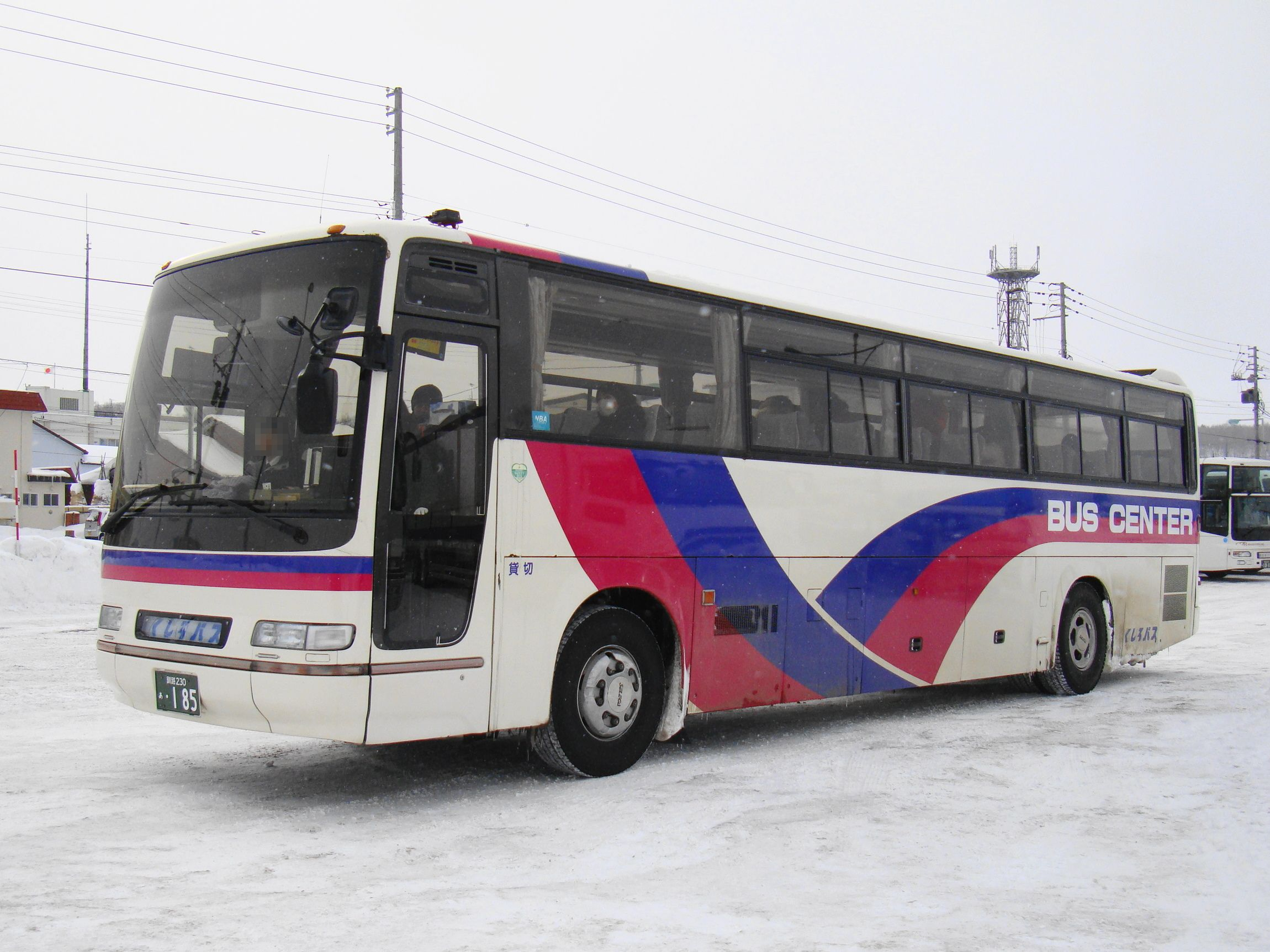
BUS CENTERカラー貸切バス

## その他
くしろバスと阿寒バスの一部区間で土曜日の1日間乗り放題となる「路線バス1日フリー乗車券」が、2016年5月1日から、従来の乗務員が発券日を書き込む方式から利用日を削って使用するスクラッチ方式になり、利用可能日が土日祝日に拡大され、料金が500円から600円に値上げされた。2022年1月4日より全日利用可能となり、料金が600円から900円に値上げとなった。。